# 13. Mai
Der 13. Mai ist der 133. Tag des gregorianischen Kalenders (der 134. in Schaltjahren), somit bleiben 232 Tage bis zum Jahresende.

## Ereignisse

### Politik und Weltgeschehen
- 0460: In der Schlacht bei Cartagena vernichten aus Nordafrika kommende Vandalen die in Portus Ilicantus (Santa Pola) liegende römische Flotte.
- 0927: Die thüringische Stadt Nordhausen wird in einer Schenkungsurkunde Heinrichs I. an seine Frau Mathilde erstmals urkundlich erwähnt.

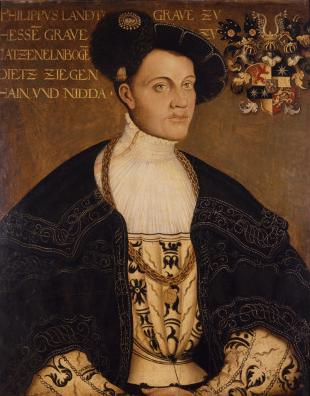
1534: Philipp I.

- 1534: In der Schlacht bei Lauffen nahe Lauffen am Neckar siegt der protestantische Landgraf Philipp I. von Hessen mit seinen Truppen über habsburgische Kräfte. Er verschafft damit dem 1519 vertriebenen Herzog Ulrich von Württemberg Macht und sein Herzogtum wieder.
- 1568: Maria Stuart und ihre Anhänger werden in einem Gefecht bei Langside (heute Teil von Glasgow) von Anhängern ihres Sohnes James geschlagen. Die Königin muss danach in England Schutz suchen.
- 1710: Auf Befehl König Friedrichs I. wird vor dem Spandowschen Tor in Berlin mit der Errichtung eines Quarantänehauses, der späteren Charité, begonnen.
- 1779: Im Frieden von Teschen auf Initiative Russlands wird zwischen Preußen und Österreich der Bayerische Erbfolgekrieg beigelegt. Österreich erhält das Innviertel, erkennt aber im Gegenzug die Ansprüche Preußens auf die beiden hohenzollernschen Markgraftümer Brandenburg-Ansbach und Brandenburg-Bayreuth an.

1787: Arthur Phillip

- 1787: Captain Arthur Phillip verlässt mit der britischen First Fleet, bestehend aus elf Schiffen, 756 Strafgefangenen und 550 Besatzungsmitgliedern, Portsmouth, um in Australien eine Strafkolonie zu gründen.
- 1809: Napoleon Bonaparte zieht im Fünften Koalitionskrieg zum zweiten Mal als Sieger in Wien ein. Im Gegensatz zur ersten Besetzung gelingt dies erst nach schwerem Beschuss und gegen den Widerstand der Bevölkerung.
- 1830: In Riobamba wird die Unabhängigkeit Ecuadors von Großkolumbien ausgerufen; auch Venezuela verlässt den Staatsverband.

1846: Mexikanisch-Amerikanischer Krieg

- 1846: Die Vereinigten Staaten erklären Mexiko den Krieg, nachdem die erste Schlacht bei Palo Alto schon vorüber ist.
- 1865: Mit der zweitägigen Schlacht auf der Palmito Ranch enden die kriegerischen Auseinandersetzungen zu Lande im Amerikanischen Bürgerkrieg. Die konföderierten Kräfte bleiben bei dieser letzten Schlacht siegreich.

1888: Lei Áurea

- 1888: Regentin Isabella von Brasilien unterzeichnet die Lei Áurea, mit der Brasilien als letzter Staat in Südamerika die Sklaverei offiziell abschafft.
- 1912: Mit der Gründung des Royal Flying Corps (RFC) entsteht der Vorläufer der Royal Air Force (RAF) im Vereinigten Königreich.
- 1933: Vidkun Quisling gründet in Norwegen die faschistische politische Partei Nasjonal Samling.
- 1940: Die deutsche Wehrmacht errichtet im Westfeldzug des Zweiten Weltkriegs Brückenköpfe auf der französischen Seite der Maas und beginnt damit die Invasion Frankreichs.
- 1940: Der britische Premierminister Winston Churchill hält seine bekannte Blood, Sweat, Tears-Rede vor dem britischen Parlament.

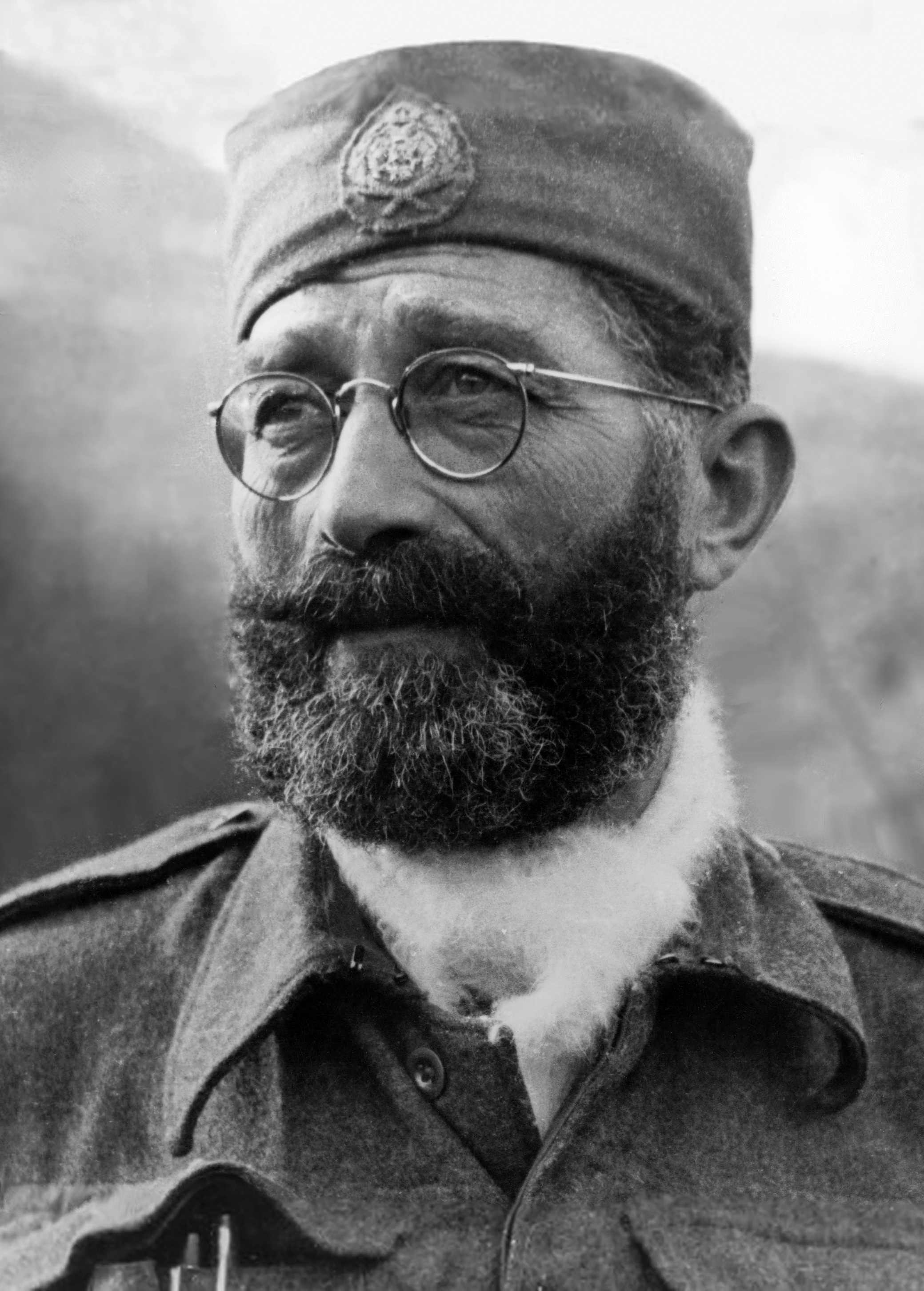
1941: Draža Mihailović

- 1941: Der serbische General Draža Mihailović gründet die erste Widerstandsgruppe gegen die deutsche Besetzung Jugoslawiens, die Ravna-Gora-Bewegung mit dem Ziel der Wiedererrichtung des Königreichs Jugoslawien.
- 1943: Mit der Kapitulation der deutschen Heeresgruppe Afrika unter Feldmarschall Rommels Nachfolger Hans-Jürgen von Arnim in Tunis endet im Zweiten Weltkrieg der Afrikafeldzug der Achsenmächte. Rund 250.000 deutsche und italienische Soldaten geraten in Kriegsgefangenschaft.
- 1944: Im Rahmen der Chinesenaktion wird das Hamburger Chinesenviertel von der Gestapo aufgelöst.

1956: Ergebnis der Nationratswahl

- 1956: Bei der Nationalratswahl in Österreich wird die ÖVP mit Bundeskanzler Julius Raab stimmenstärkste Partei und überholt damit die SPÖ unter Adolf Schärf.
- 1958: In Algier wird General Jacques Massu nach einem Putsch zum Präsidenten eines „Wohlfahrtsausschusses“ ausgerufen. Die Algerienkrise am Ende der Vierten wird zu Beginn der Fünften Französischen Republik von Staatspräsident Charles de Gaulle beigelegt.
- 1965: Der dritte Strafsenat des Bundesgerichtshofes entscheidet, kein Hauptverfahren gegen die Spiegel-Redakteure Conrad Ahlers und Rudolf Augstein zu eröffnen. Damit endet die Spiegel-Affäre.
- 1968: Nach der gewaltsamen Räumung der Barrikaden protestierender Studenten in Paris durch die Polizei rufen die französischen Gewerkschaften zu einem Generalstreik auf.
- 1969: In Malaysia brechen ethnische Unruhen zwischen Malaien und Chinesen aus, bei denen hunderte Menschen sterben.
- 1978: Der Präsident der Komoren, Ali Soilih, wird durch den ehemaligen Präsidenten Ahmed Abdallah unter Mitwirkung des Söldnerführers Bob Denard gestürzt.
- 1989: In Peking beginnt die mehrwöchige Besetzung des Tian’anmen-Platzes („Platz am Tor des Himmlischen Friedens“), als dort mehrere hundert Studenten in den Hungerstreik treten.
- 2005: In Usbekistan werden mehrere hundert friedliche Demonstranten in der Stadt Andijon von der usbekischen Armee niedergeschossen, was Unruhen in Usbekistan aufflackern lässt.
- 2006: In São Paulo kommt es nach von der kriminellen Organisation Primeiro Comando da Capital geschürten Massenunruhen zum Ausnahmezustand. In brasilianischen Strafvollzugsanstalten nehmen zeitgleich Häftlinge 112 Gefängniswärter als Geiseln.

### Wirtschaft
- 1861: In Heidelberg tagt erstmals der „Allgemeine Deutsche Handelstag“, der Vorläufer des Deutschen Industrie- und Handelskammertags.
- 1923: Der Verband Deutscher Blumengeschäftsinhaber initiiert eine Werbekampagne zum Muttertag, der zum ersten Mal in Deutschland gefeiert wird.
- 1927: Der Schwarze Freitag lässt den Aktienindex des Statistischen Reichsamtes an der Börse Berlin um 31,9 Prozent einbrechen.
- 1935: Der US-Amerikaner Carl Magee beantragt ein Patent für ein münzgesteuertes Parkmessgerät. Es wird ihm für die Erfindung dieser Parkuhr am 24. Mai 1938 zugebilligt.

### Wissenschaft und Technik

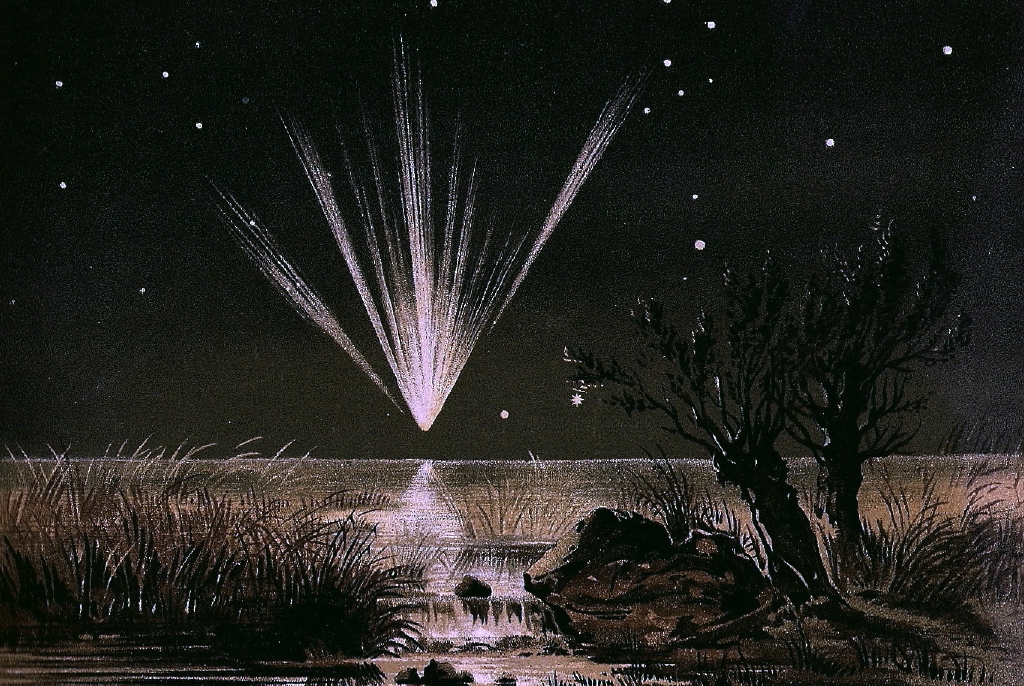
1861: Der Große Komet C/1861 J1

- 1861: Der australische Astronom John Tebbutt entdeckt den Kometen C/1861 J1, einen der Großen Kometen des 19. Jahrhunderts.

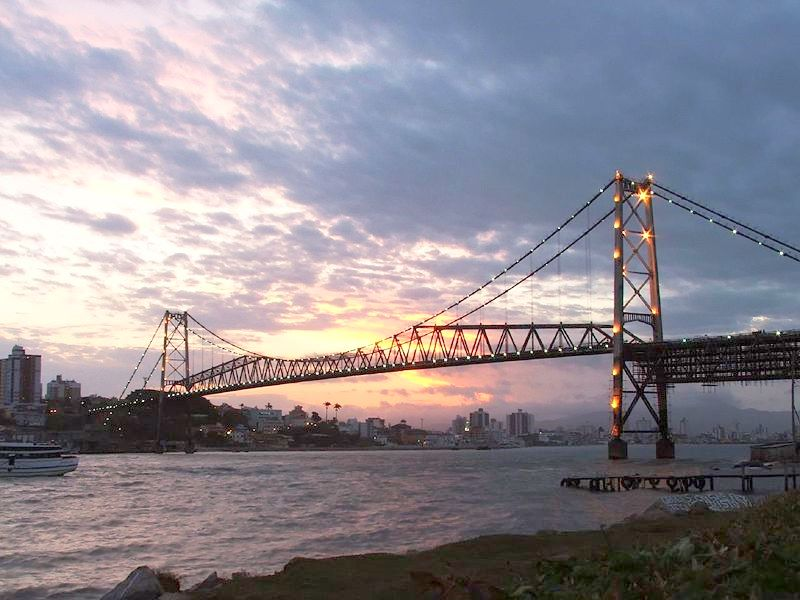
1926: Hercílio-Luz-Brücke

- 1926: Die größte Hängebrücke in Brasilien wird eröffnet. Die Hercílio-Luz-Brücke in Florianópolis stellt die Verbindung vom Festland zur Insel Santa Catarina her.
- 1940: Der russisch-amerikanische Konstrukteur und Luftfahrtpionier Igor Iwanowitsch Sikorski startet zum ersten Freiflug in seinem Hubschrauber Sikorsky VS-300 mit Heckrotor, die bis heute am meisten verwendete Bauform.
- 1982: Das künftige Deutsche Technikmuseum Berlin, Nachfolgeinstitution mehrerer Einzelsammlungen, wird unter dem Namen Museum für Verkehr und Technik gegründet. Es wird 1983 eröffnet.
- 2009: Die im September 2008 im Hohlen Fels am Südfuß der Schwäbischen Alb bei Schelklingen gefundene Venus vom Hohlefels, mit rund 35.000 Jahren vermutlich die älteste bekannte Menschendarstellung, wird in Tübingen der Öffentlichkeit vorgestellt.

### Kultur
- 1714: Die Uraufführung des musikalischen Dramas Pisistrato von Leonardo Leo findet am Teatro S. Bartolomeo in Neapel statt.

1833: Felix Mendelssohn Bartholdy

- 1833: Die 4. Sinfonie in A-Dur op. 90, „Italienische“, von Felix Mendelssohn Bartholdy wird in der London Philharmonic Society unter der Leitung des Komponisten uraufgeführt. Sie gehört heute zu den meistaufgeführten Orchesterwerken Mendelssohns.
- 1890: Die Uraufführung des lyrischen Dramas Dante von Benjamin Godard erfolgt an der Opéra-Comique in Paris.
- 1954: Am St. James Theatre in New York City wird unter der Regie von George Abbott und Jerome Robbins das Musical The Pajama Game uraufgeführt, zu dem Richard Adler und Jerry Ross die Musik sowie George Abbott und Richard Bissell das Libretto geschrieben haben. Die Choreographie stammt von Bob Fosse. Das Stück kommt auf 1063 Vorstellungen.
- 1971: Die Fernsehshow Dalli Dalli wird erstmals ausgestrahlt.

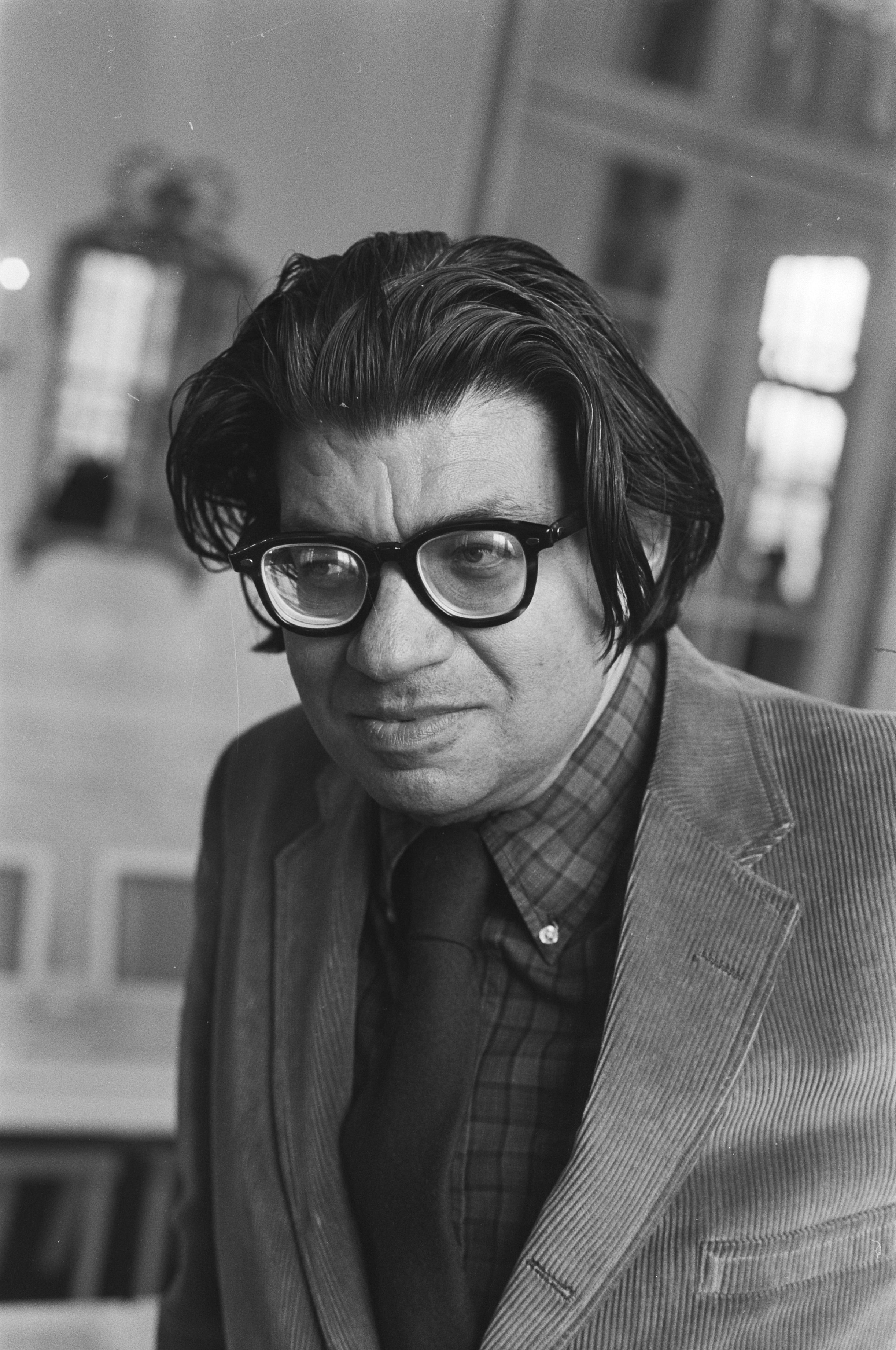
1977: Morton Feldman

- 1977: Die Uraufführung der einaktigen Oper Neither für Sopran und Orchester von Morton Feldman findet in Rom statt. Das Libretto stammt von Samuel Beckett.
- 2000: Die Olsen Brothers aus Dänemark gewinnen den Eurovision Song Contest in Stockholm. Stefan Raab landet mit Wadde Hadde Dudde Da? auf Platz fünf.

### Gesellschaft

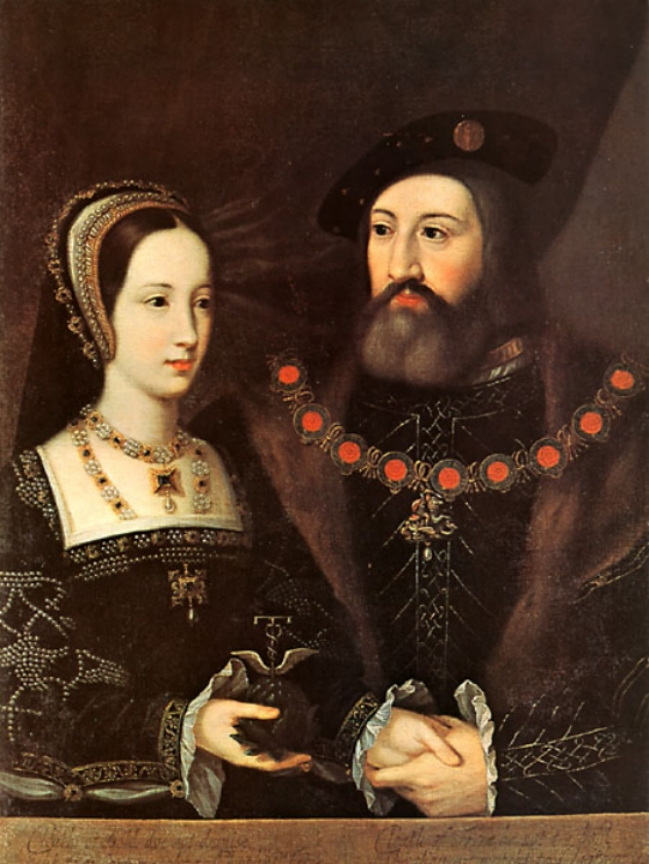
1515: Mary Tudor und Charles Brandon

- 1515: Die seit vier Monaten verwitwete Mary Tudor, die Schwester Heinrichs VIII., heiratet heimlich Charles Brandon, 1. Duke of Suffolk.

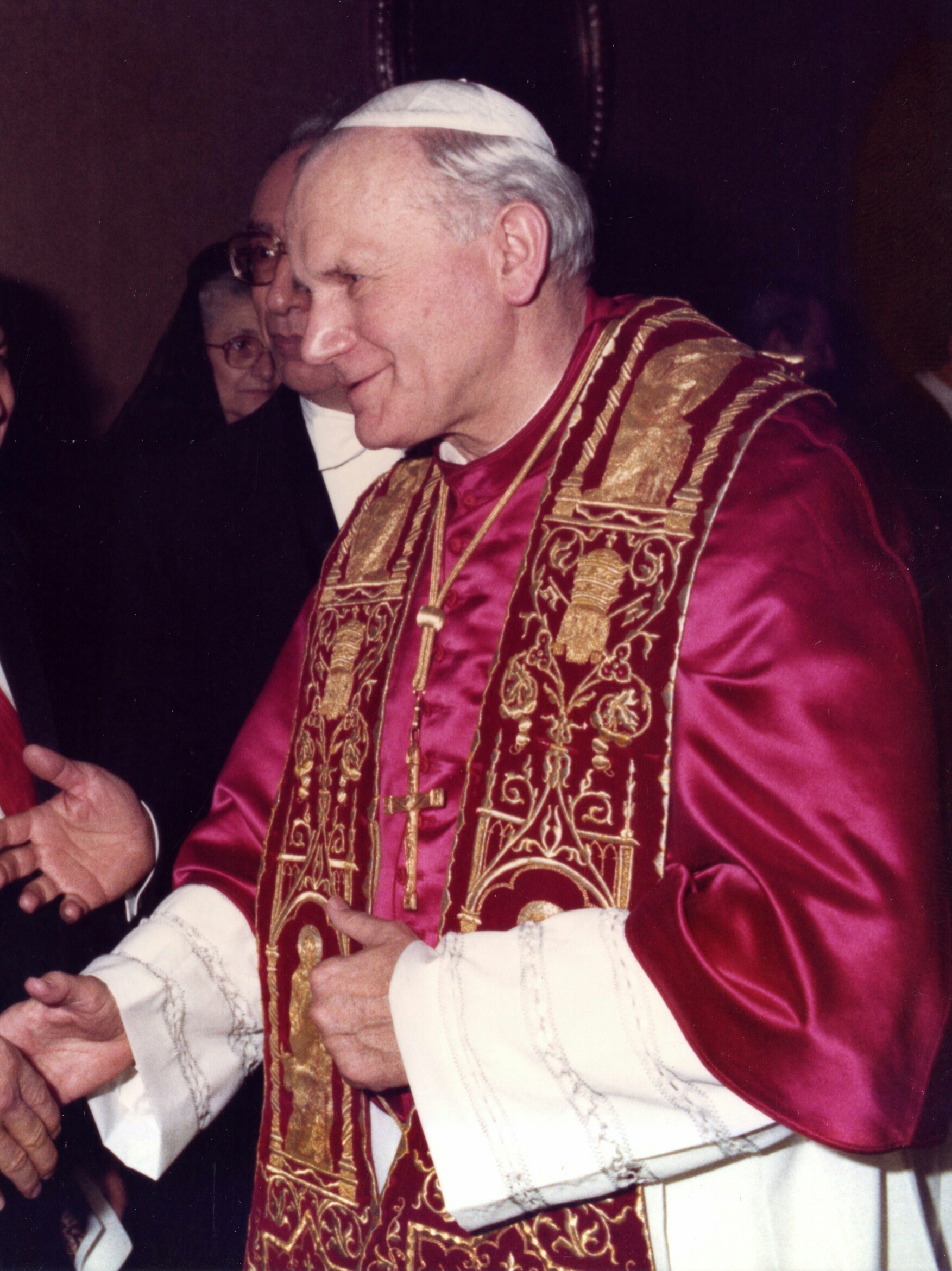
1981: Johannes Paul II.

- 1981: Der türkische Rechtsextremist Mehmet Ali Ağca verübt auf dem Petersplatz in Rom ein Attentat auf Papst Johannes Paul II., das dieser schwer verletzt überlebt. Der Attentäter wird vom päpstlichen Leibwächter Camillo Cibin gestellt und verhaftet.
- 1990: Ausschreitungen im Rahmen des Fußballspiels zwischen Dinamo Zagreb und Roter Stern Belgrad offenbaren den inneren Zustand Jugoslawiens. Das Ereignis gilt als erster Zündfunke des wenig später ausbrechenden Bürgerkriegs und dem Zerfall des Landes.[1]

### Religion
- 0535: Nach dem Tod von Johannes II. am 8. Mai wird Agapitus I. zum neuen Papst gewählt.
- 1239: Vor der Burg auf dem Mont Aimé werden 183 der Häresie angeklagte und verurteilte Menschen auf Scheiterhaufen verbrannt. Weil der fanatische Inquisitor Robert der Bulgare dabei auch einige Personen unrechtmäßig hinrichten lässt, verliert der Dominikaner in der Folge auf Druck des nordfranzösischen Klerus beim Papst sein Amt.
- 1497: Papst Alexander VI. exkommuniziert den Bußprediger und De-facto-Herrscher von Florenz, Girolamo Savonarola, als „Häretiker, Schismatiker und Verächter des Heiligen Stuhles“.

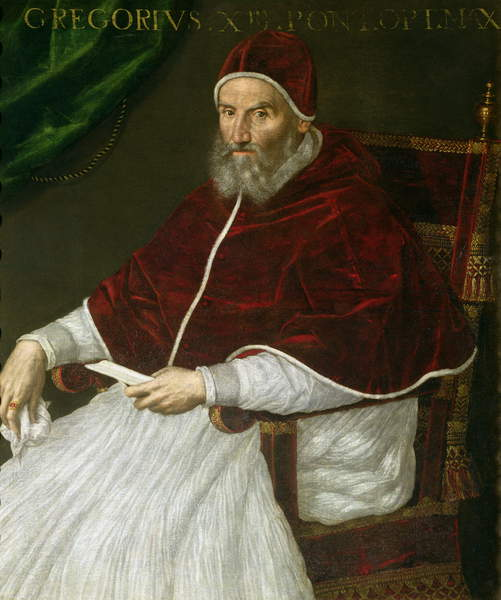
1572: Papst Gregor XIII.

- 1572: Ugo Buoncompagni wird als Nachfolger des am 1. Mai verstorbenen Pius V. zum Papst gewählt und nimmt den Namen Gregor XIII. an.

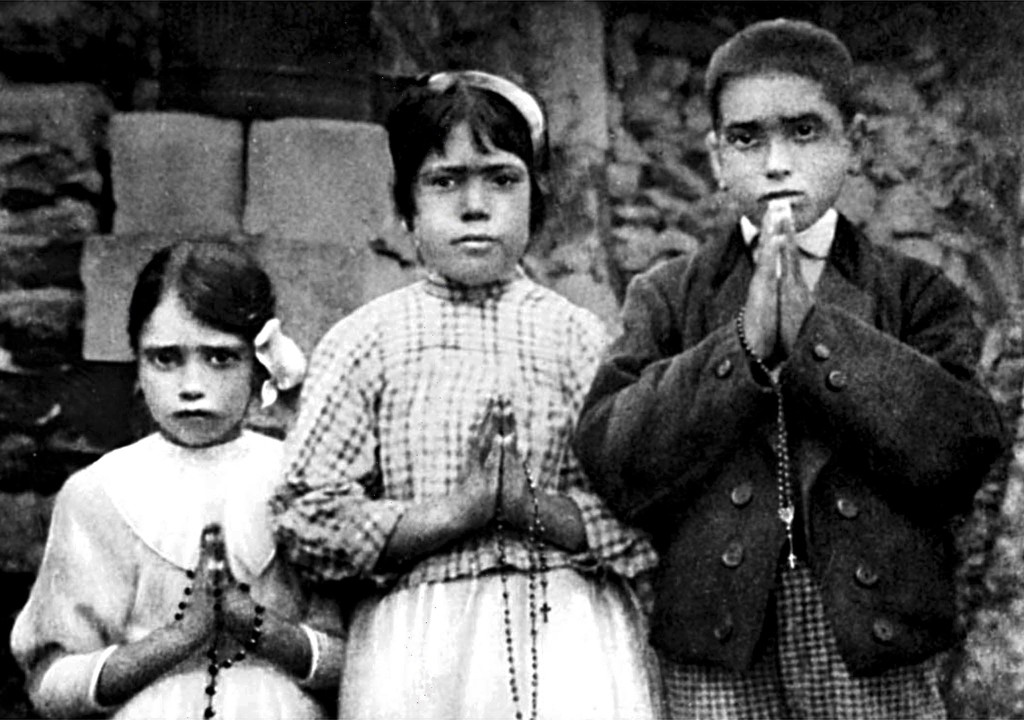
1917: Jacinta, Lúcia und Francisco

- 1917: Die drei Kinder Lúcia dos Santos, Jacinta und Francisco Marto haben im portugiesischen Fátima angeblich die erste von fünf Marienerscheinungen.
- 1930: Mit der Päpstlichen Bulle Pastoralis officii nostri wird das Preußenkonkordat umgesetzt.
- 1942: Zwei der Drei Geheimnisse von Fátima werden vom Vatikan veröffentlicht.

### Katastrophen
- 1647: Bei einem schweren Erdbeben sterben in Santiago de Chile rund 12.000 Menschen und damit etwa ein Drittel seiner Bevölkerung.
- 1972: Beim Brand eines Nachtclubs im Obergeschoss eines Kaufhauses in Osaka, Japan, sterben 119 Menschen.
- 1996: Schwere Stürme und ein Tornado töten in Bangladesch mehr als 600 Menschen.
- 1997: Schwere Unwetter in den Provinzen Yunnan und Guangdong in der Volksrepublik China fordern etwa 290 Tote.

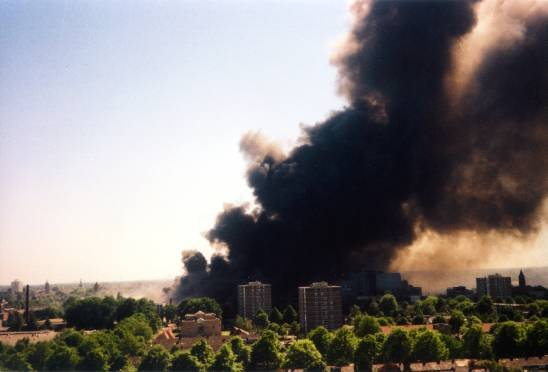
2000: Enschede nach der Explosion der Feuerwerksfabrik

- 2000: Die Explosion der Feuerwerksfabrik von Enschede verursacht den Tod von 23 Menschen, verletzt 947 Personen und beschädigt oder zerstört 1500 Häuser. Der angerichtete Sachschaden wird auf 454 Millionen Euro taxiert.

Kleinere Unglücksfälle sind in den Unterartikeln von Katastrophe und in der Liste von Katastrophen aufgeführt.

### Sport

1903: FC Carl Zeiss Jena

- 1903: In Jena wird der Fußballklub Carl Zeiss Jena gegründet, dem ursprünglich nur Angestellte des Unternehmens Carl Zeiss angehören.
- 1909: In Mailand wird der erste Giro d’Italia gestartet, der nach acht zurückgelegten Etappen am 30. Mai wieder in Mailand enden wird. Die allererste Etappe des Giro nach Bologna gewinnt der Italiener Dario Beni. Der Giro d’Italia gilt heute als zweitwichtigstes Etappen-Radrennen der Welt.

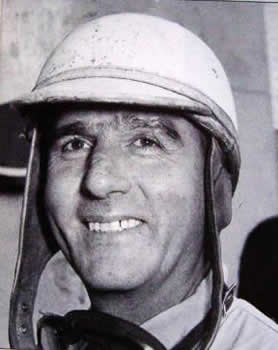
1950: Giuseppe Farina

- 1950: Der Große Preis von Großbritannien in Silverstone wird als erstes Rennen in der neu konzipierten Formel 1-Weltmeisterschaft ausgetragen. Es gewinnt der spätere Weltmeister Giuseppe Farina.
- 1960: Einem sechsköpfigen Team, darunter Kurt Diemberger, gelingt die Erstbesteigung des 8.167 m hohen Dhaulagiri im Himalaya.

Einträge von Leichtathletik-Weltrekorden befinden sich unter der jeweiligen Disziplin unter Leichtathletik.

## Geboren

### Vor dem 18. Jahrhundert
- 1024: Hugo von Cluny, Abt der Benediktinerabtei Cluny
- 1179: Theobald III., Graf von Champagne
- 1254: Maria von Brabant, Königin von Frankreich als Ehefrau Philipps III.
- 1333: Rainald III., Herzog von Geldern und Graf von Zutphen
- 1462: Philipp II. von Hanau-Lichtenberg, Graf von Hanau-Lichtenberg
- 1513: Wolfgang Meurer, sächsischer Pädagoge, Meteorologe und Arzt

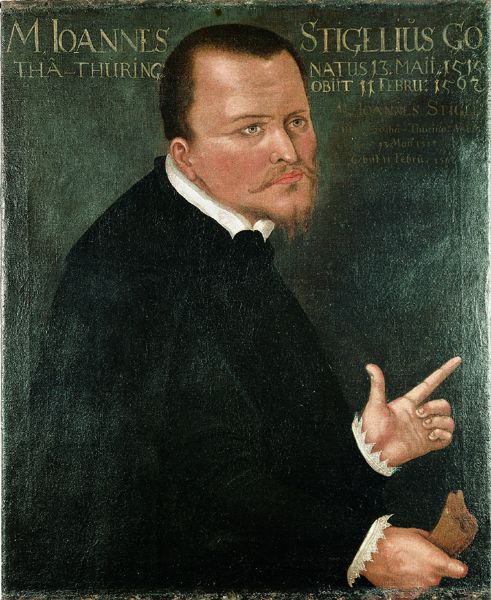
Johann Stigel (* 1515)

- 1515: Johann Stigel, deutscher Poet und Rhetoriker
- 1555: Johann Philipp von Gebsattel, Fürstbischof von Bamberg
- 1588: Olaus Wormius, Reichs-Antiquar von Dänemark
- 1620: Franz Karl von Kolowrat-Liebsteinsky, k. k. Diplomat und Statthalter von Böhmen
- 1625: Carlo Maratta, italienischer Maler
- 1637: Eremya Çelebi Kömürciyan, armenischer Dichter, Drucker, Historiker, Pädagoge, Musiker, Miniaturist und Übersetzer
- 1639: Georg von Berchem, Geheimer Rat unter Kurfürst Friedrich III. von Brandenburg
- 1642: Johann Schmuzer, deutscher Stuckateur
- 1654: Thomas Lennard, 1. Earl of Sussex, englischer Adliger und Politiker
- 1655: Innozenz XIII., Papst
- 1661: Karl Ernst von Waldstein, habsburgisch-österreichischer Diplomat
- 1670: Giovanni Baratta, italienischer Bildhauer
- 1679: Siard Frick, Abt von Schussenried
- 1680: Michał Serwacy Wiśniowiecki, Großhetman und Großkanzler von Litauen
- 1699: Sebastião José de Carvalho e Melo, Marquês de Pombal, portugiesischer Staatsmann

### 18. Jahrhundert
- 1708: Maximilian Friedrich von Königsegg-Rothenfels, Erzbischof von Köln
- 1711: Quirin Mickl, Abt des Klosters Hohenfurt
- 1712: Johann Hartwig Ernst von Bernstorff, deutscher Diplomat und dänischer Außenminister
- 1713: Louis François de Monteynard, französischer Militär und Staatsmann
- 1714: Johann Jakob Kollmann, deutscher Stadtphysikus

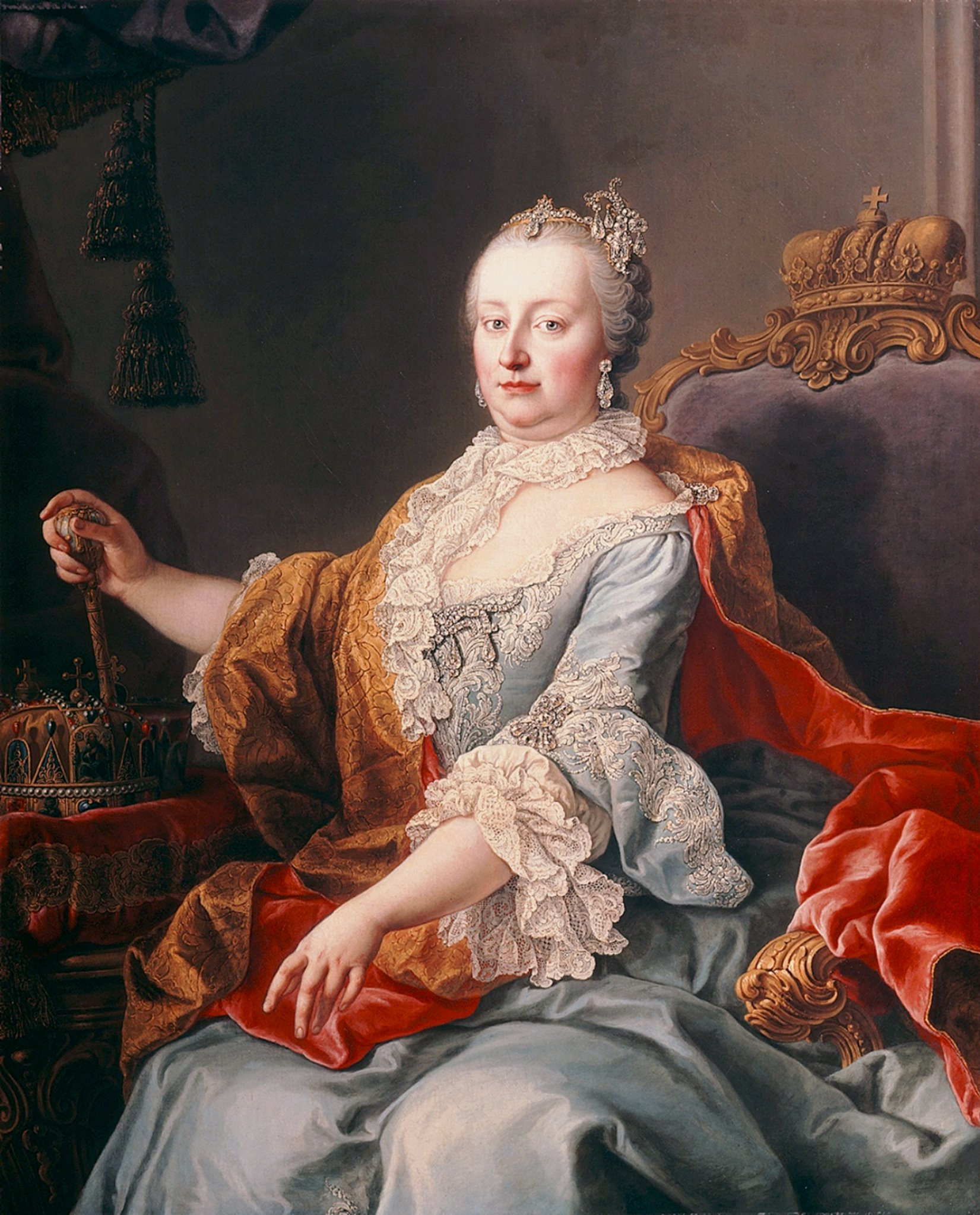
Maria Theresia (* 1717)

- 1717: Maria Theresia, Erzherzogin von Österreich, Königin von Ungarn und Böhmen
- 1718: Christian Friedrich Exner, deutscher Baumeister
- 1723: Alexander von Knobelsdorff, preußischer Generalfeldmarschall
- 1727: Salomon Hirzel, Schweizer Politiker und Historiker
- 1730: Charles Watson-Wentworth, 2. Marquess of Rockingham, britischer Premierminister
- 1731: Thomas Frieberth, österreichischer Komponist
- 1735: Hōseidō Kisanji, japanischer Schriftsteller
- 1738: Ernst Gottfried Baldinger, deutscher Mediziner
- 1738: Johann Wilhelm Franz von Krohne, deutscher Abenteurer und Autor
- 1742: Manasseh Cutler, US-amerikanischer Politiker
- 1742: Maria Christina von Österreich, Erzherzogin von Österreich und Herzogin von Sachsen-Teschen
- 1747: Martin Leydel, deutscher Baumeister und Stadtbaurat
- 1750: Johann Christian Kayser, deutscher Orgelbauer
- 1750: Sophia Lee, englische Schriftstellerin
- 1750: Lorenzo Mascheroni, italienischer Mathematiker
- 1753: Lazare Nicolas Marguerite Carnot, französischer Politiker und Wissenschaftler
- 1754: Jacob Haafner, deutsch-niederländischer Reiseschriftsteller
- 1754: Johann Nepomuk Hermann Nast, in Paris tätiger österreichischer Porzellanhersteller
- 1756: Vojtěch Živný, tschechisch-polnischer Pianist, Violinist, Lehrer und Komponist
- 1758: Elizabeth Hervey, britische Adlige, Herzogin von Devonshire
- 1761: Jean Henri Pareau, niederländischer Orientalist und reformierter Theologe
- 1766: Carl von Rosenstein, schwedischer lutherischer Theologe und Erzbischof von Uppsala
- 1767: Johann VI., König von Portugal und Brasilien
- 1773: Jacques Delisse, französischer Apotheker und Botaniker
- 1773: Jean-Frédéric d’Ostervald, Schweizer Kartograph
- 1779: Jakob Ludwig Salomon Bartholdy, preußischer Diplomat
- 1782: Johan Gustaf Sandberg, schwedischer Maler

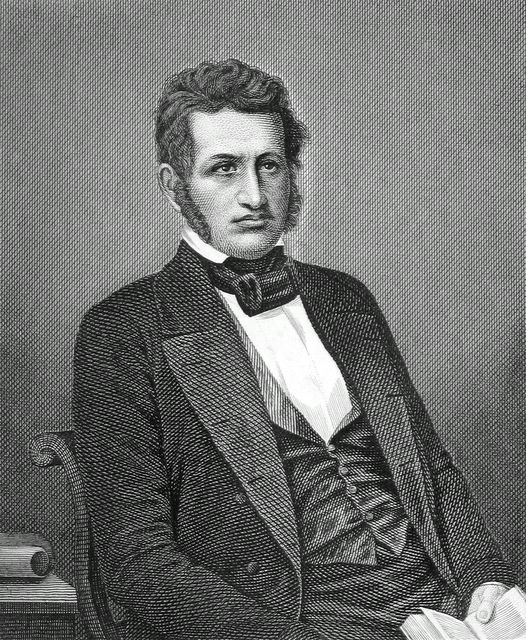
Friedrich Christoph Dahlmann (* 1785)

- 1785: Friedrich Christoph Dahlmann, deutscher Historiker und Staatsmann, einer der Göttinger Sieben, Mitverfasser der Paulskirchen-Verfassung
- 1785: Hans Karl von Diebitsch-Sabalkanski, kaiserlich russischer Feldmarschall
- 1791: Emilie von Reichenbach-Lessonitz, deutsche Mätresse und spätere Ehefrau des Kurfürsten Wilhelm II. von Hessen-Kassel
- 1792: Pius IX., Papst
- 1794: Karl Hoeck, deutscher Altphilologe und Althistoriker
- 1794: Louis Léopold Robert, Schweizer Kunstmaler
- 1795: Gérard Paul Deshayes, französischer Paläontologe und Malakologe
- 1795: Pavel Jozef Šafárik, slowakischer Wissenschaftler und Dichter

### 19. Jahrhundert

#### 1801–1850
- 1809: Karl von Varnbüler, württembergischer Politiker

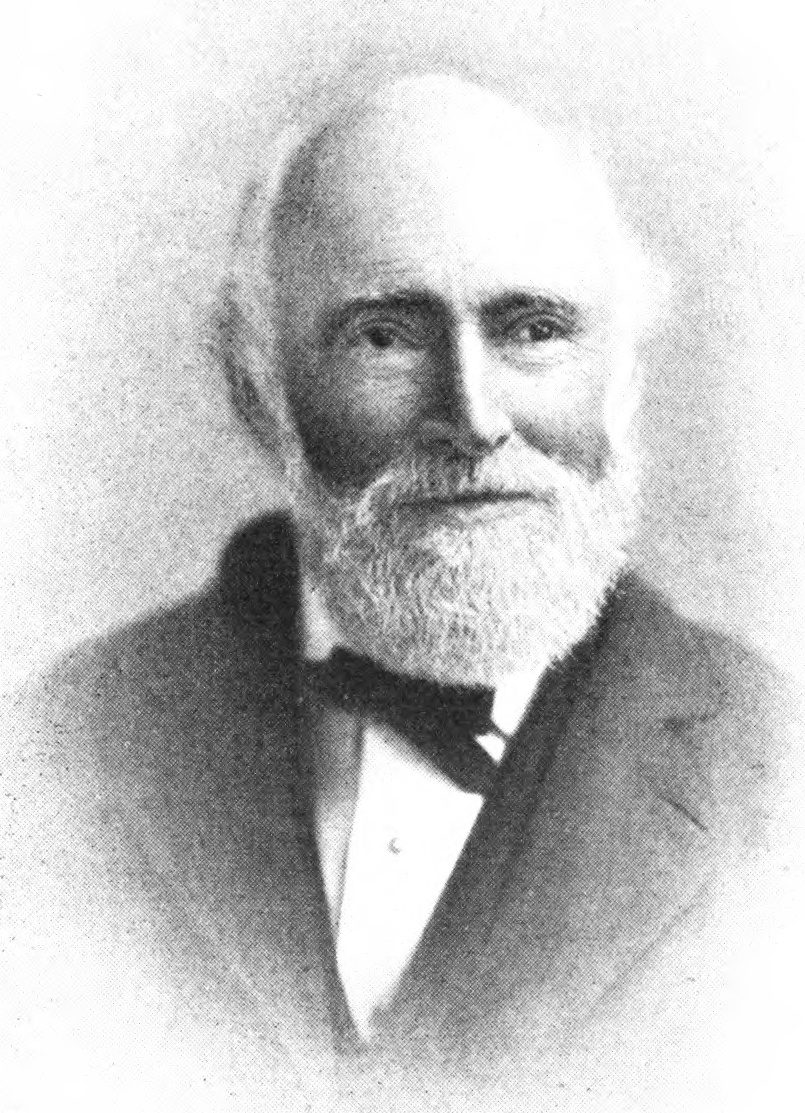
John Sullivan Dwight (* 1813)

- 1813: John Sullivan Dwight, US-amerikanischer Musikkritiker, unitarischer Geistlicher und Transzendentalist
- 1815: Johann Gotthilf Bärmig, deutscher Orgelbauer
- 1818: Eduard von Engerth, österreichischer Maler
- 1822: Francisco de Asís de Borbón, als Ehemann von Isabella II. Titularkönig von Spanien
- 1825: John Lawrence Le Conte, US-amerikanischer Insektenforscher
- 1826: Hermann von Schlagintweit, deutscher Naturforscher und Entdecker
- 1827: Josef Plachutta, deutscher Schachspieler
- 1828: Hannes Finsen, isländischer Jurist und Beamter, Amtmann der Färöer
- 1828: Alfred von Kremer, deutscher Orientalist
- 1832ː Charlotte von Veltheim, deutsche Domina, Vereinsgründerin und Krankenhausstifterin
- 1839: Franz Michael Felder, österreichischer Schriftsteller
- 1839: Friedrich Rose, deutscher Chemiker

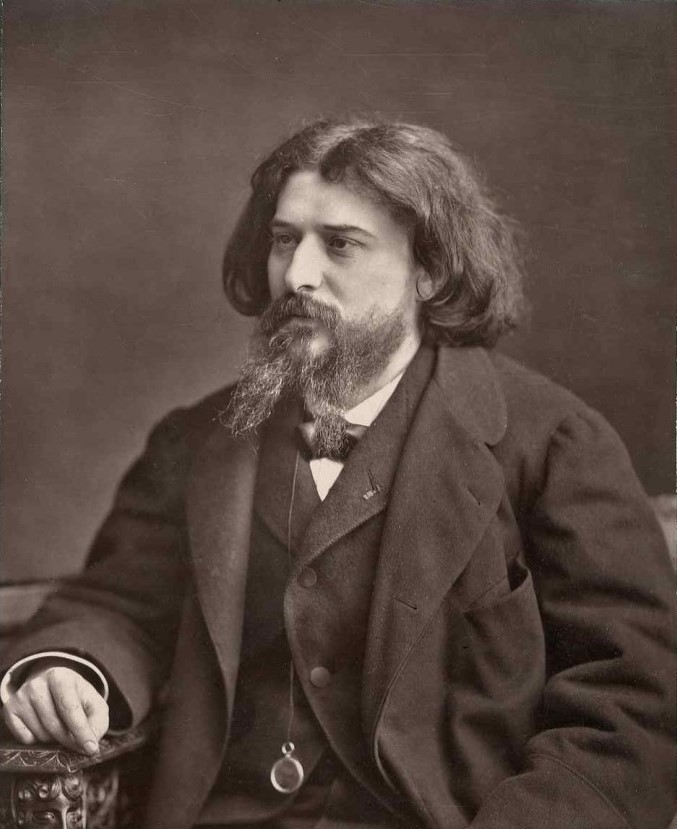
Alphonse Daudet (* 1840)

- 1840: Alphonse Daudet, französischer Schriftsteller
- 1840: Gustav von Hüfner, deutscher Chemiker
- 1842: Arthur Sullivan, englischer Komponist
- 1842: Giuseppe Terrabugio, italienischer Organist, Komponist und Kirchenmusiker
- 1843: Giacomo Lepori, Schweizer Ingenieur und Architekt
- 1847: Johannes Haarklou, norwegischer Komponist
- 1848: Ida Hinckeldeyn, deutsche Schulleiterin
- 1849: Joseph Blötzer, Schweizer Jesuit und Historiker

#### 1851–1900
- 1851: Bogdan von Hutten-Czapski, preußischer Offizier und Politiker, MdL
- 1853: Adolf Hölzel, deutscher Maler
- 1854: Otto Schubert, deutscher Architekt und Baumeister
- 1856: Paul Felix Aschrott, deutscher Jurist, Strafrechts- und Sozialreformer
- 1856: Reinhard Mannesmann, deutscher Erfinder und Unternehmer
- 1857: Ronald Ross, englischer Mediziner, Nobelpreisträger
- 1859: August Enna, dänischer Musiker und Komponist

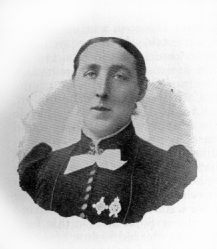
Kate Marsden (* 1859)

Elise Bartels (* 1880)

- 1859: Kate Marsden, britische Krankenschwester und Lepraforscherin
- 1860: Paul Guenther, deutsch-US-amerikanischer Industrieller
- 1860: Karl August Tavaststjerna, finnischer Schriftsteller
- 1861: Honoré Jackson, kanadischer Journalist
- 1861: Clemens Thieme, deutscher Architekt
- 1862: Janko Veselinović, serbischer Schriftsteller
- 1864: Emil Gött, deutscher Schriftsteller
- 1865: Johannes Thiele, deutscher Chemiker
- 1866: Ottokar Nováček, tschechischer Komponist
- 1867: Thomas Gann, anglo-irischer Mediziner und Archäologe
- 1868: Otto von Dandl, bayerischer Jurist und Politiker, letzter Regierungschef im Königreich Bayern
- 1868: Paolo Gallico, italienisch-US-amerikanischer Pianist, Komponist und Musikpädagoge
- 1868: Sumner Paine, US-amerikanischer Sportschütze
- 1871ː Fay Kellogg, US-amerikanische Architektin, Frauenrechtlerin
- 1874: Emil Fuchs, deutscher Theologe
- 1876: Raoul Laparra, französischer Komponist
- 1877ː Charlotte von Caemmerer, deutsche Autorin, Krankenschwester und Frauenrechtlerin
- 1878: Christian Schnabel, deutscher Konstrukteur und Erfinder
- 1879: Lavinia Clara Radeglia, englische Badminton- und Tennisspielerin
- 1880ː Elise Bartels, deutsche Politikerin (SPD), MdR
- 1882: Franz Aigner, österreichischer Wissenschaftler

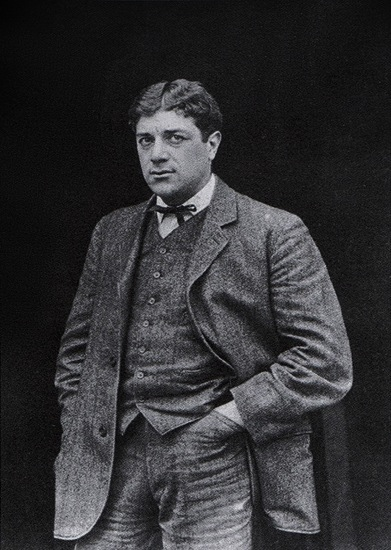
Georges Braque (* 1882)

- 1882: Georges Braque, französischer Maler des Kubismus
- 1883: George N. Papanicolaou, griechisch-US-amerikanischer Arzt und Pathologe
- 1886: Joseph Achron, litauisch-US-amerikanischer Violinist und Komponist
- 1886: Carlo Mense, deutscher Maler des Rheinischen Expressionismus und der Neuen Sachlichkeit
- 1886: Hans Naumann, deutscher Altgermanist und Volkskundler
- 1886: William John Patterson, kanadischer Politiker, Premierminister von Saskatchewan
- 1888: Inge Lehmann, dänische Geodätin und Seismologin
- 1889: Paul Atzler, deutscher Jurist
- 1889: Teodósio Clemente de Gouveia, portugiesischer Geistlicher, (Erz-)Bischof von Maputo, Kardinal
- 1890: Gustav Franz Hüttig, tschechisch-österreichischer Chemiker
- 1890: Heinrich Wandt, deutscher Autor
- 1891: Arthur Lourié, belarussisch-russischer Komponist
- 1891: Fritz Rasp, deutscher Film- und Bühnendarsteller
- 1892: Henriette Arndt, deutsche Lehrerin und Opfer der Schoa
- 1893: Victor Cordero Gonzales, peruanischer Sänger und Komponist
- 1894: Ásgeir Ásgeirsson, isländischer Politiker, Minister- und Staatspräsident
- 1895: Hans Falkenhagen, deutscher Elektrolytforscher und Professor
- 1895: Traugott Meyer, Schweizer Dichter und Schriftsteller
- 1895: Larissa Reissner, russische und sowjetische Schriftstellerin und Revolutionärin
- 1895: Heinrich XLV. Reuß j. L., Oberhaupt des Gesamthauses Reuß
- 1896: Paul Aellen, Schweizer Botaniker
- 1896: Ugo Giachery, italienischer Bahai

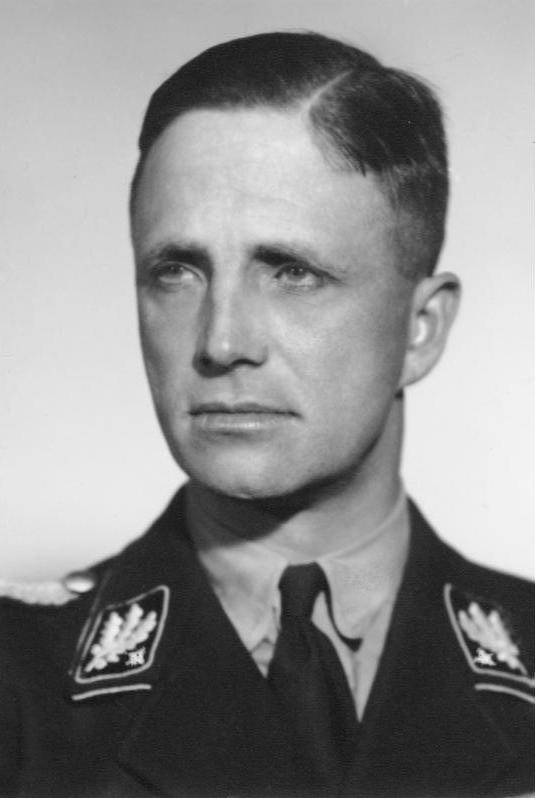
Josias zu Waldeck und Pyrmont (* 1896)

- 1896: Josias zu Waldeck und Pyrmont, deutscher Adliger, Politiker, SS- und Polizeioffizier, MdR, Kriegsverbrecher
- 1898: Babe Dye, kanadischer Eishockeyspieler
- 1898: Ernő Erbstein, ungarischer Fußballspieler und -trainer
- 1898: Friedrich Ermler, sowjetischer Filmregisseur
- 1898: Ernst Gaste, deutscher Eiskunstläufer
- 1899: Sarah Afonso, portugiesische Malerin
- 1900: Ewgen Gwaladse, georgischer Widerstandskämpfer
- 1900: Hans Reinerth, deutscher Archäologe
- 1900: Karl Wolff, deutscher SS-Offizier und Politiker, MdR, Chef des Persönlichen Stabes Reichsführer SS, Täter des Holocaust

### 20. Jahrhundert

#### 1901–1925
- 1901: William S. Beardsley, US-amerikanischer Politiker

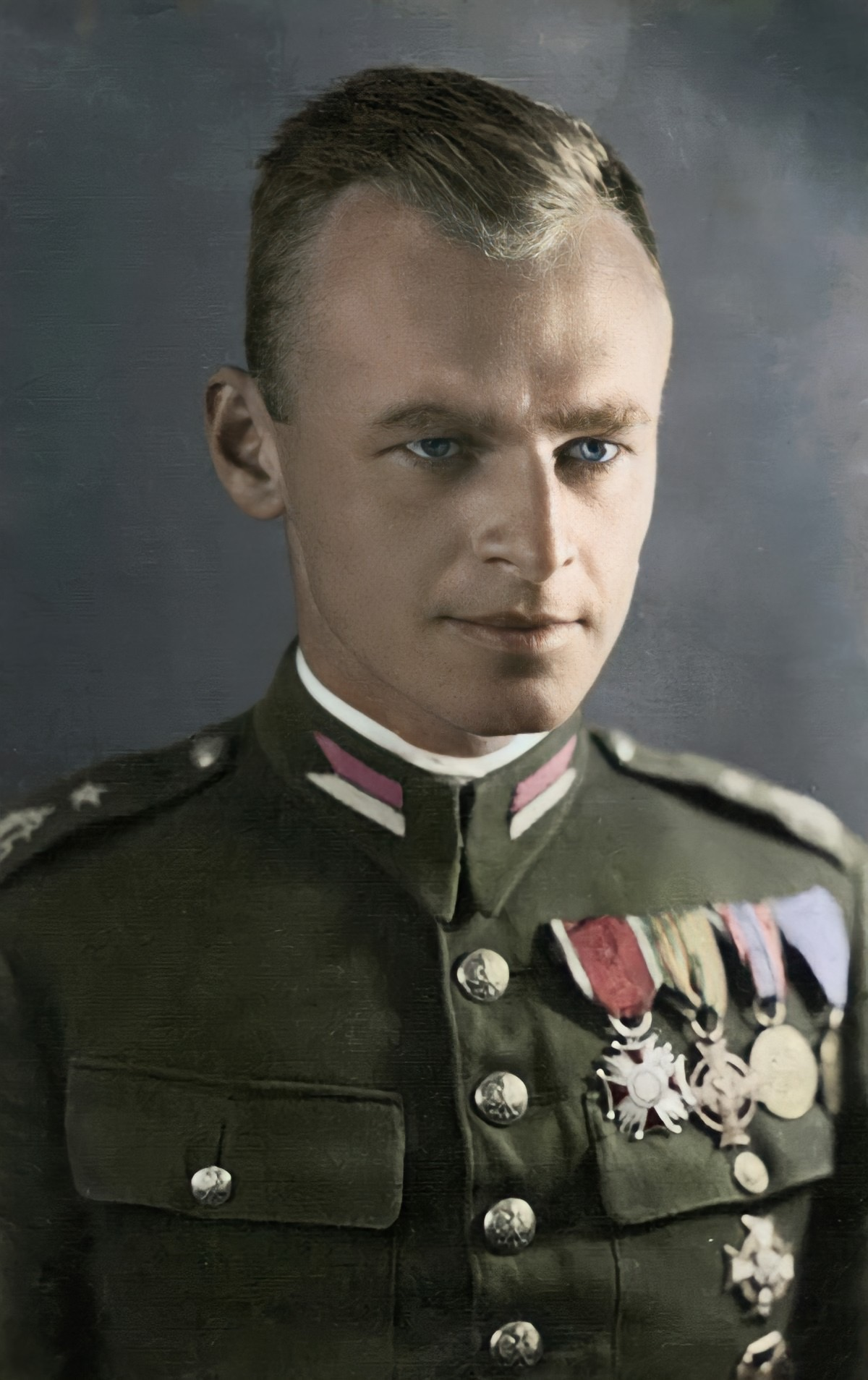
Witold Pilecki (* 1901)

- 1901: Witold Pilecki, polnischer Widerstandskämpfer und Holocaust-Überlebender
- 1903: Reinhold Schneider, deutscher Schriftsteller
- 1904: Ernst Duschön, deutscher Politiker
- 1905: Wolfgang Abel, österreichischer Mediziner, Anthropologe und nationalsozialistischer Rassentheoretiker
- 1905: Fakhruddin Ali Ahmed, indischer Politiker und Staatspräsident
- 1905: Emmi Bonhoeffer, deutsche Widerstandskämpferin gegen den Nationalsozialismus
- 1905: Franz Servatius Bruinier, niederländischer Komponist und Pianist
- 1905: Kurt Diebner, deutscher Atomphysiker
- 1905: Archie Langley, britischer Automobilrennfahrer

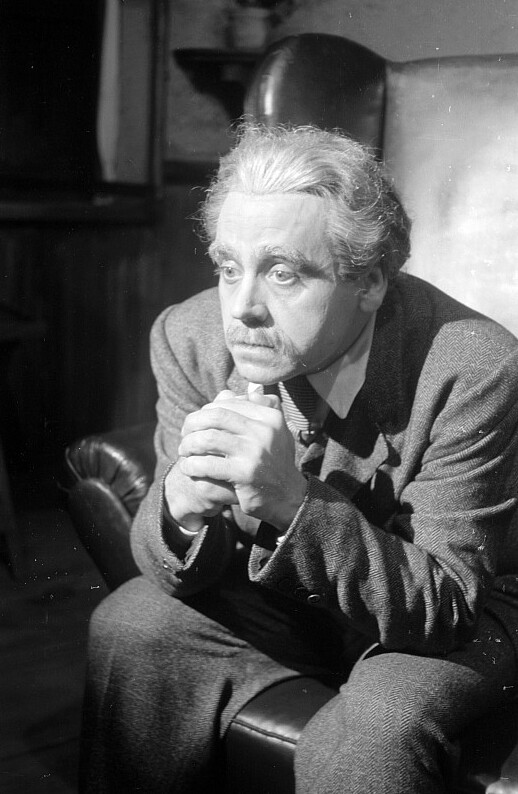
Walter Richter (* 1905)

- 1905: Walter Richter, deutscher Schauspieler
- 1906: Enid A. Haupt, US-amerikanische Philanthropin
- 1907: Daphne du Maurier, britische Schriftstellerin
- 1908: Beveridge Webster, US-amerikanischer Pianist und Musikpädagoge
- 1908: Ebba Weddig-Dettenberg, deutsche Malerin und Grafikerin
- 1909: Jim Elwes, britischer Automobilrennfahrer
- 1910: Fritz Fröhlich, österreichischer Maler
- 1910: Günther Knobloch, deutscher SS-Hauptsturmführer
- 1911: Anita Blum-Paulmichl, deutsche Bildhauerin und Medailleurin
- 1912: Gil Evans, kanadischer Jazzmusiker
- 1912: Ernst Hess, Schweizer Dirigent, Komponist und Musikwissenschaftler
- 1912: Willy Jürissen, deutscher Fußballspieler
- 1912: Hans-Werner von Massow, deutscher Schachfunktionär
- 1913: František Domažlický, tschechischer Geiger, Bratscher und Komponist
- 1913: Götz von Houwald, deutscher Diplomat, Ethnologe und Historiker
- 1913: William R. Tolbert junior, Präsident von Liberia
- 1913: Helmut Weiß, deutscher Schriftsteller
- 1914: Karl Andritz, österreichischer Fußballspieler

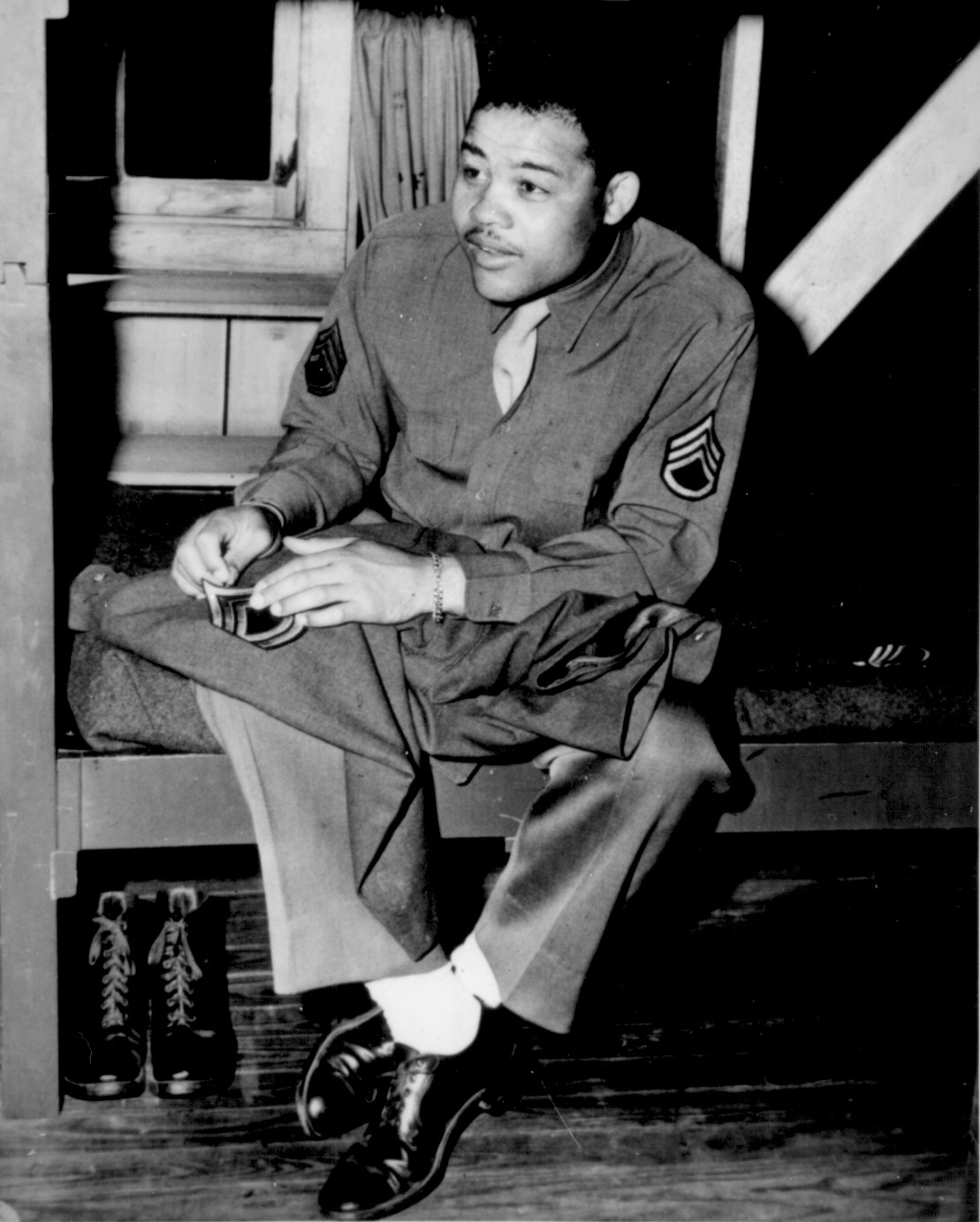
Joe Louis (* 1914)

- 1914: Joe Louis, US-amerikanischer Boxer
- 1914: Johnnie Wright, US-amerikanischer Country-Musiker
- 1914: Albert Pratz, kanadischer Geiger, Dirigent, Komponist und Musikpädagoge
- 1914: Gregor von Rezzori, deutsch-österreichischer Autor
- 1915: Markus Redli, Schweizer Jurist und Bundesbeamter
- 1916: Jack Anglin, US-amerikanischer Country-Sänger
- 1916: Margot Antillano, venezolanische Theater-, Fernseh- und Filmschauspielerin
- 1917: Marietheres Angerpointner, deutsche Schauspielerin
- 1918: Anne Spoerry, französisch-kenianische Ärztin und Pilotin
- 1919: Hanns Aderhold, deutscher Wasserspringer
- 1919: Vedat Türkali, türkischer Schriftsteller
- 1920: Alfons Bauer, deutscher Komponist und Zitherspieler
- 1920: Gareth Morris, englischer Flötist
- 1921: Terry Fell, US-amerikanischer Country-Musiker
- 1922: Otl Aicher, deutscher Bildhauer, Grafiker, Gestalter
- 1922: Beatrice Arthur, US-amerikanische Schauspielerin
- 1923: Ikegami Kaneo, japanischer Schriftsteller und Drehbuchautor
- 1923: Isaak Schwarz, ukrainisch-russischer Komponist
- 1923: Charlotte Webb, britische Kryptoanalytikerin
- 1925: Roger Asselberghs, belgischer Jazzmusiker
- 1925ː Ruth Baumann-Bantel, deutsche Textil-Künstlerin und Malerin
- 1925: Ratmir Dmitrijewitsch Cholmow, russischer Schachspieler
- 1925: Walter Plata, deutscher Schriftsetzer und Typograf
- 1925: Giselle Vesco, deutsche Schauspielerin

#### 1926–1950

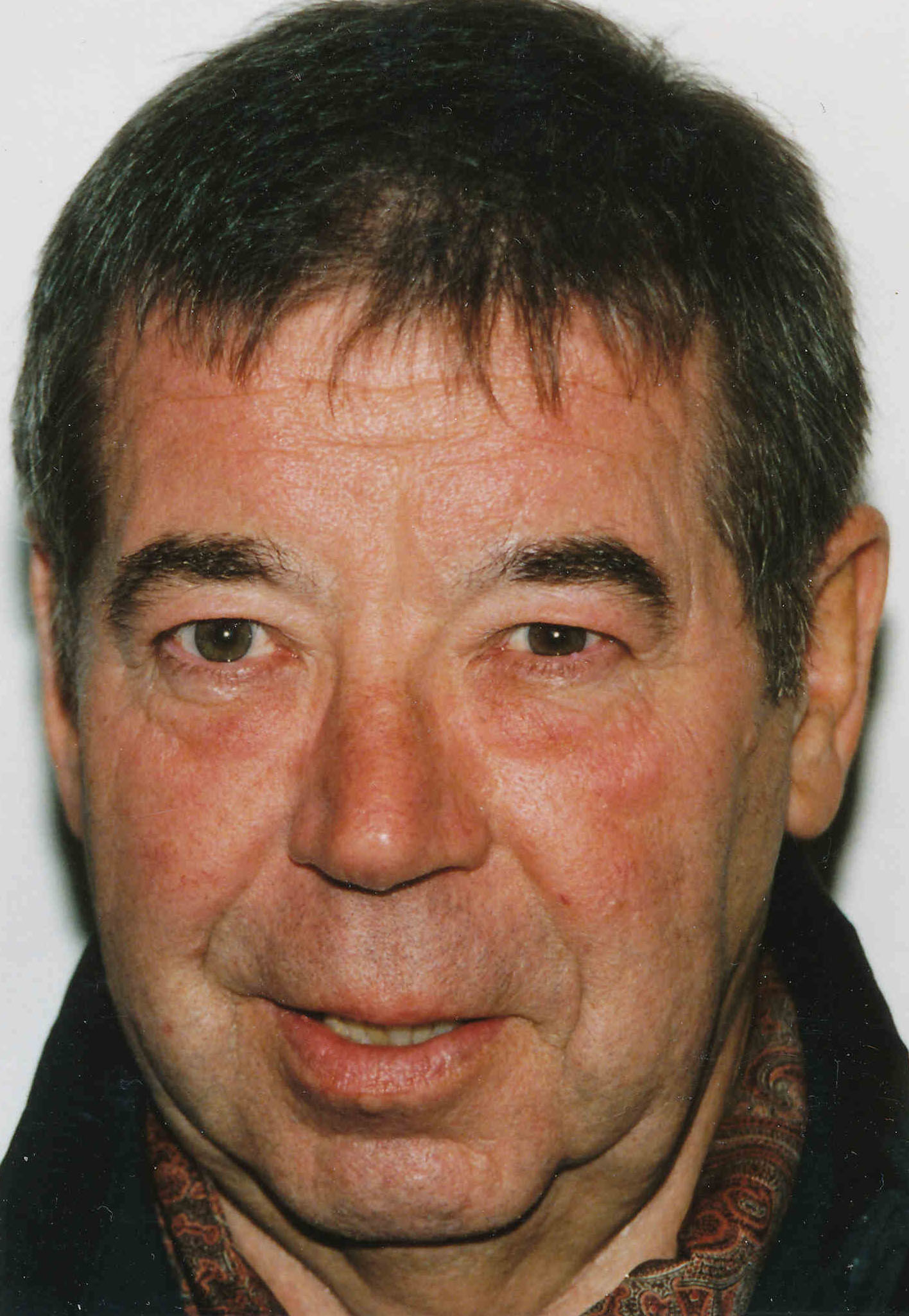
Gernot Duda (* 1927)

- 1927: Gernot Duda, deutscher Theater- und Volksschauspieler
- 1927: Rudolf Marić, serbischer Schachmeister und Schachbuchautor
- 1927: Herbert Ross, US-amerikanischer Choreograph und Filmregisseur
- 1927: Waldemar Schieber, deutscher Hornist
- 1927: Archie Scott-Brown, britischer Automobilrennfahrer
- 1928: Enrique Bolaños Geyer, Präsident der Republik Nicaragua
- 1929: Johannes Gründel, deutscher katholischer Theologe und Priester
- 1929: Friedrich Nürnberger, deutscher Dermatologe
- 1929: Ulisses dos Santos, brasilianischer Leichtathlet
- 1930: Enzo Andronico, italienischer Schauspieler
- 1930: Manuel Marulanda, kolumbianischer Guerillaführer
- 1930: Hartmut Schmidt, deutscher Kirchenmusiker
- 1930: Enno Walter, deutscher Brigadegeneral
- 1931: Jim Jones, US-amerikanischer Sektenführer

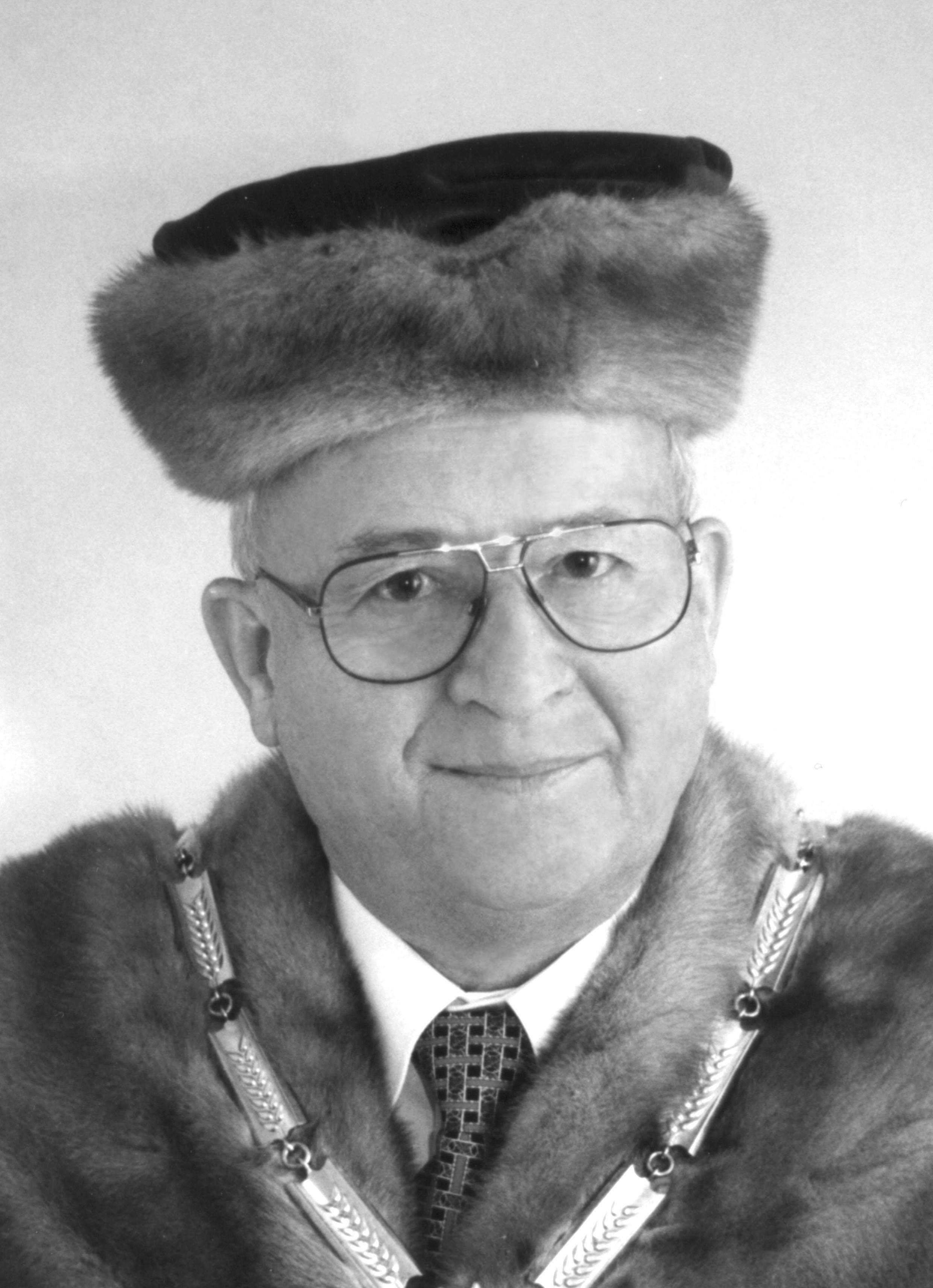
Jiří Petr (* 1931)

- 1931: Jiří Petr, tschechischer Agrarwissenschaftler und Rektor Emeritus Prag-Suchdol
- 1931: Gisela Steineckert, deutsche Schriftstellerin
- 1931: Werner Stiegler, deutscher Endurosportler
- 1932: Juri Michailowitsch Aronowitsch, israelischer Dirigent
- 1932: Sara C. Bisel, US-amerikanische Archäologin und Anthropologin
- 1932: Robert Weimar, deutscher Jurist und Psychologe
- 1932: Helga Wischer, deutsche Sportanglerin
- 1933: Alfonsas Andriuškevičius, litauischer Mathematiker und Politiker
- 1934: Paddy Driver, südafrikanischer Motorrad- und Automobilrennfahrer
- 1934: Peter Häberle, deutscher Staatsrechtslehrer
- 1934: Adolf Muschg, Schweizer Schriftsteller und Literaturwissenschaftler

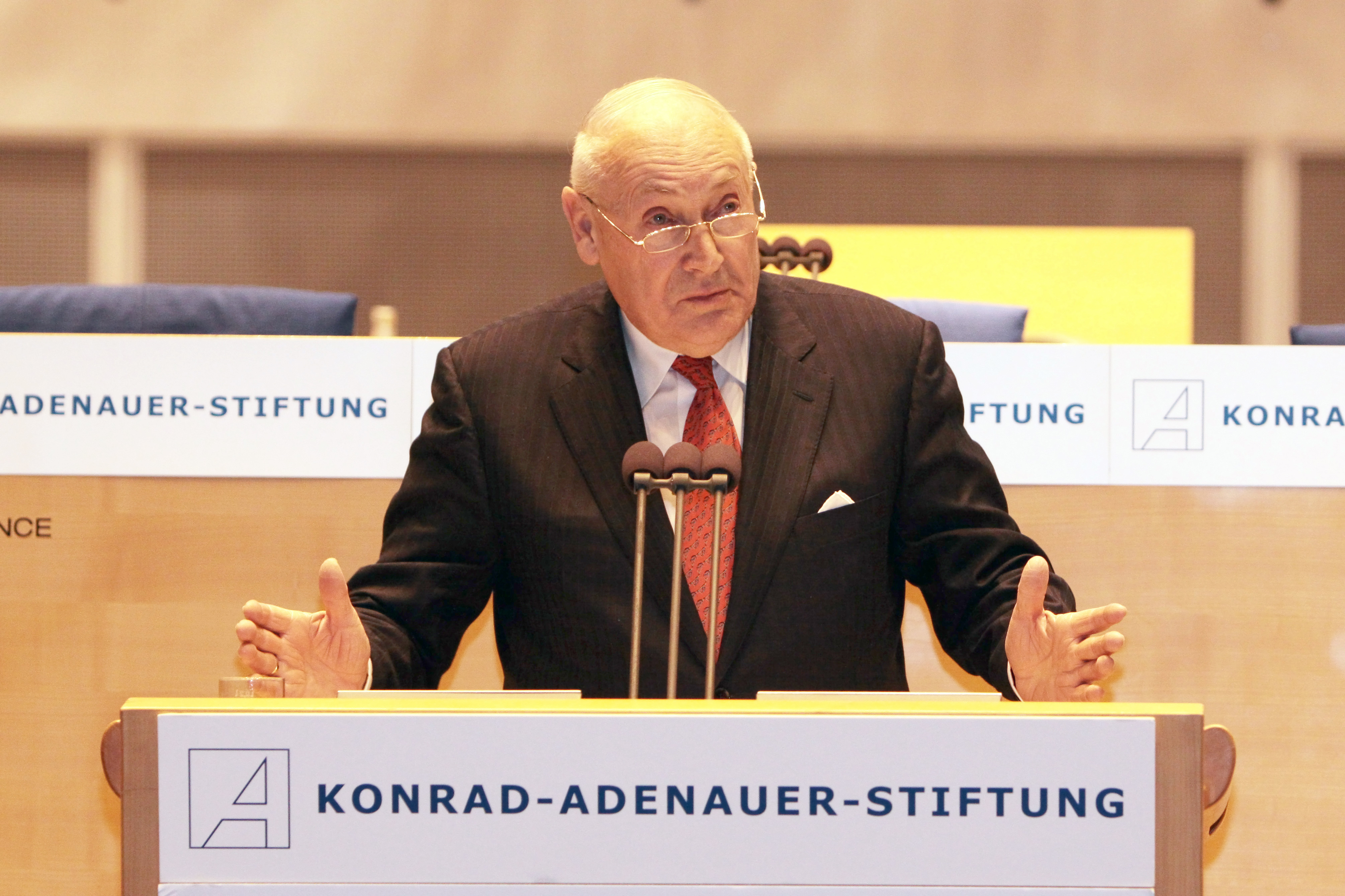
Hans-Peter Schwarz (* 1934)

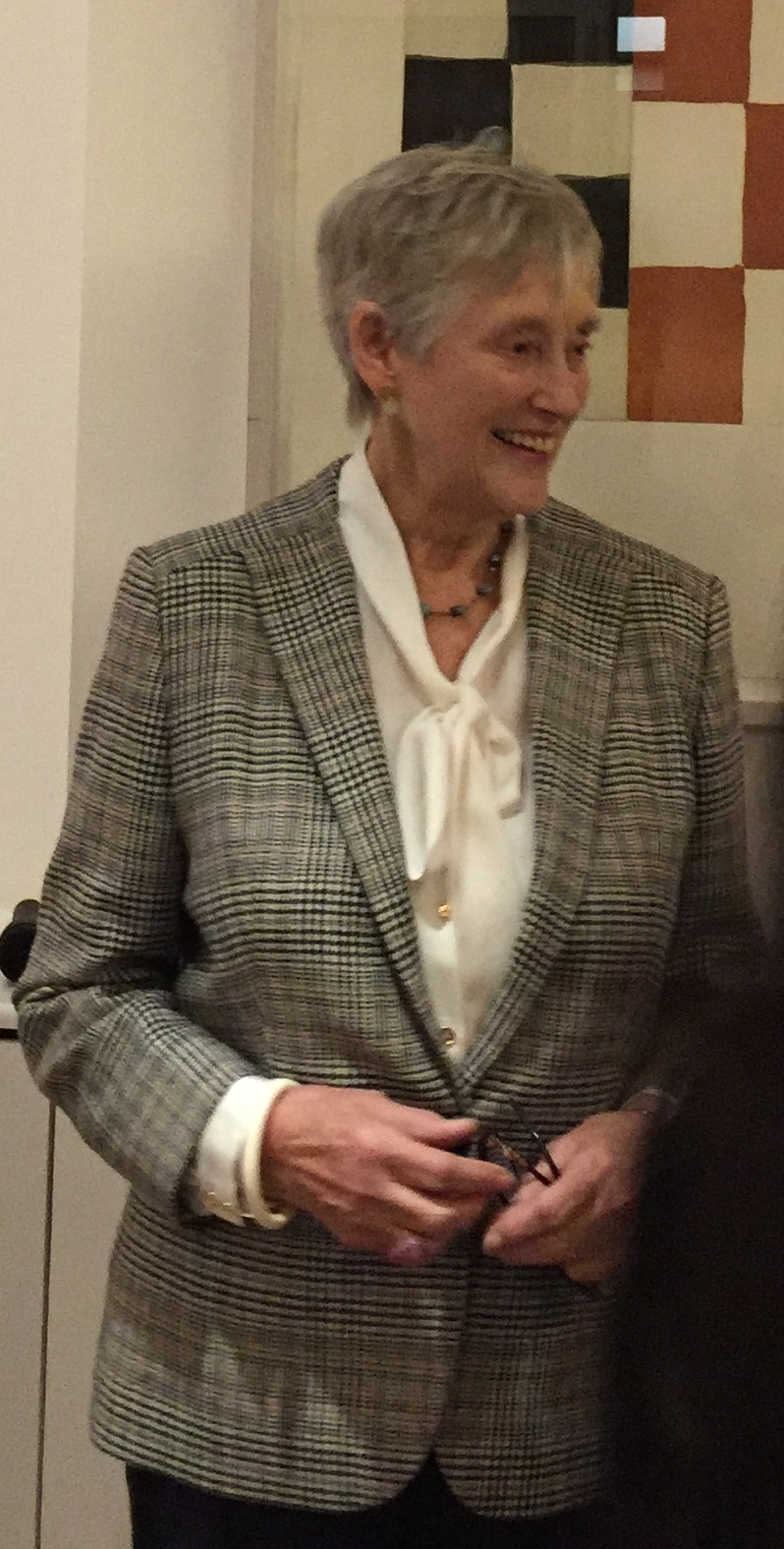
Stella Rimington (* 1935)

- 1934: Hans-Peter Schwarz, deutscher Historiker und Politikwissenschaftler
- 1935: Luciano Benetton, italienischer Unternehmer
- 1935: Linda Geiser,  Schweizer Schauspielerin
- 1935: Wolfgang Friedrich Gutmann, deutscher Begründer der Frankfurter Evolutionstheorie
- 1935: Erich Leist, deutscher Fußballspieler
- 1935: Taku Miki, japanischer Schriftsteller
- 1935ː Stella Rimington, britische Schriftstellerin und Direktorin des britischen Inlandsgeheimdienstes MI5, Vorlage für „M“ in den James-Bond-Filmen
- 1935: Yizhak Sadai, israelischer Komponist und Musikpädagoge
- 1935: Jan Saudek, tschechischer Fotograf
- 1937: Norbert Faustenhammer, österreichischer Jurist und Diplomat
- 1937: Gottfried Jäger, deutscher Fotograf und Fototheoretiker
- 1937: Willy Rathnov, dänischer Schauspieler
- 1937: Roger Zelazny, US-amerikanischer Schriftsteller
- 1938: Giuliano Amato, italienischer Politiker
- 1938: Ludovic Spiess, rumänischer Sänger
- 1938: Horst Tappe, deutscher Fotograf
- 1939: Hildrun Laufer, deutsche Leichtathletin, Olympiamedaillengewinnerin
- 1939: Peter Frenkel, deutscher Leichtathlet, Olympiasieger
- 1939: Harvey Keitel, US-amerikanischer Schauspieler
- 1940: Immo Appenzeller, deutscher Astronom
- 1940: Bruce Chatwin, britischer Schriftsteller
- 1941: Hademar Bankhofer, österreichischer Journalist

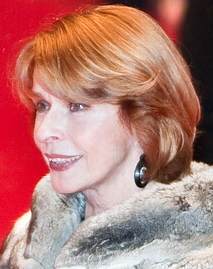
Senta Berger (* 1941)

- 1941: Senta Berger, österreichische Schauspielerin und Filmproduzentin
- 1941: Heinrich Bolleter, deutscher Bischof der evangelisch-methodistischen Kirche
- 1941: Joe Brown, britischer Gitarrist, Sänger und Songschreiber
- 1941: Imca Marina, niederländische Sängerin
- 1941: Ritchie Valens, US-amerikanischer Rock-’n’-Roll-Musiker
- 1942: Jeff Astle, englischer Fußballspieler
- 1942: Walter Rasch, deutscher Politiker
- 1942: Pál Schmitt, ungarischer Fechter, Diplomat und Politiker
- 1943: Kurt Trampedach, dänischer Maler
- 1943: Anne Pingeot, französische Kunsthistorikerin
- 1943: Mary Wells, US-amerikanische Sängerin
- 1944: Hacıbala Abutalıbov, aserbaidschanischer Politiker und Physiker
- 1944: Uwe Barschel, deutscher Jurist und Politiker, MdL, Landesminister, Ministerpräsident Schleswig-Holsteins
- 1944: Carolyn Franklin, US-amerikanische Sängerin
- 1944: Hardy Hepp, Schweizer Musiker und Künstler
- 1944: Armistead Maupin, US-amerikanischer Schriftsteller
- 1944: Wilhelm Schmidt, deutscher Politiker und MdB
- 1945: Sam Anderson, US-amerikanischer Schauspieler
- 1945: Lasse Berghagen, schwedischer Musiker
- 1945: Kazys Uscila, litauischer Übersetzer und Journalist

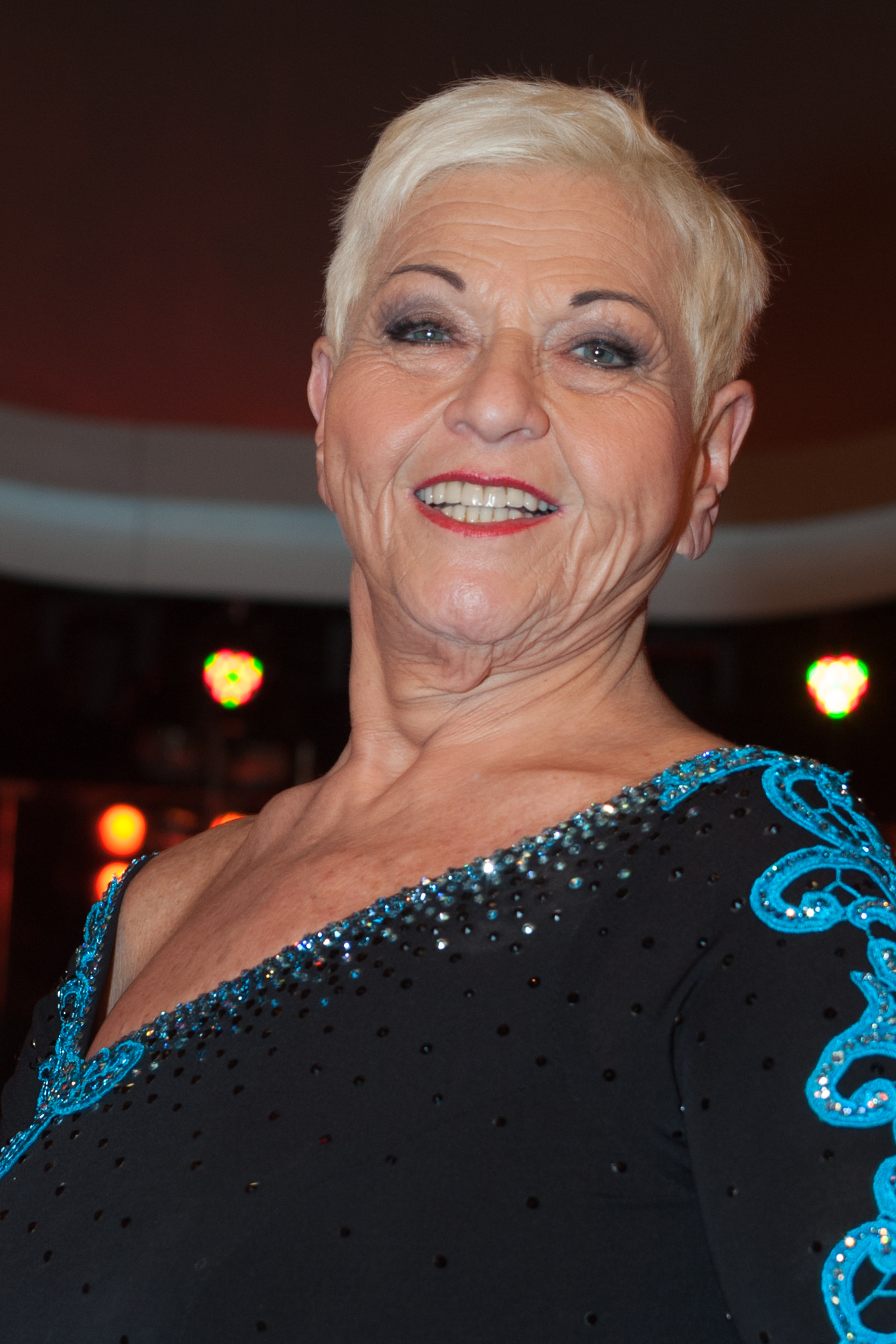
Jazz Gitti (* 1946)

- 1946: Jazz Gitti, österreichische Sängerin
- 1946: Jean Rondeau, französischer Automobilrennfahrer und Konstrukteur
- 1947: Stephen R. Donaldson, US-amerikanischer Fantasy- und Science-Fiction-Autor
- 1947: Irmgard Möller, deutsche Terroristin der RAF
- 1948: Zain-ud-Din bin Abdul Wahab, malaysischer Leichtathlet
- 1948: Guillermo Echevarría, mexikanischer Schwimmer
- 1948: Ivan Klánský, tschechischer Pianist und Musikpädagoge
- 1949: Franklyn Ajaye, US-amerikanischer Schauspieler und Stand-up-Comedian
- 1949: Ingeborg Arlt, deutsche Schriftstellerin
- 1949: Jane Glover, englische Dirigentin und Musikwissenschaftlerin
- 1949: Piotr Moss, polnisch-französischer Komponist
- 1949: Alexander Vilenkin, russisch-US-amerikanischer Physiker
- 1949: Zoë Wanamaker, britische Schauspielerin
- 1950: Danny Kirwan, britischer Musiker
- 1950: Sleiman Hajjar, libanesischer Bischof in Kanada
- 1950: Stevie Wonder, US-amerikanischer Soul- und Pop-Sänger, Komponist, Multiinstrumentalist sowie Produzent

#### 1951–1975
- 1951: Vytautas Arbačiauskas, litauischer Politiker
- 1952: Londa Schiebinger, US-amerikanische Wissenschaftshistorikerin und Wissenschaftstheoretikerin
- 1952: Olaf Bernstengel, deutscher Puppenspieler
- 1953: Hilde Adolf, deutsche Politikerin
- 1953: Gerrit Huy, deutsche Volkswirtin und Politikerin
- 1953: Franz Meyer, deutscher Politiker
- 1953: Georg Zipfel, deutscher Skilangläufer und Bundestrainer
- 1954: Jean-Louis Costes, französischer Performance-Künstler
- 1954: Georg Gafron, deutscher Journalist

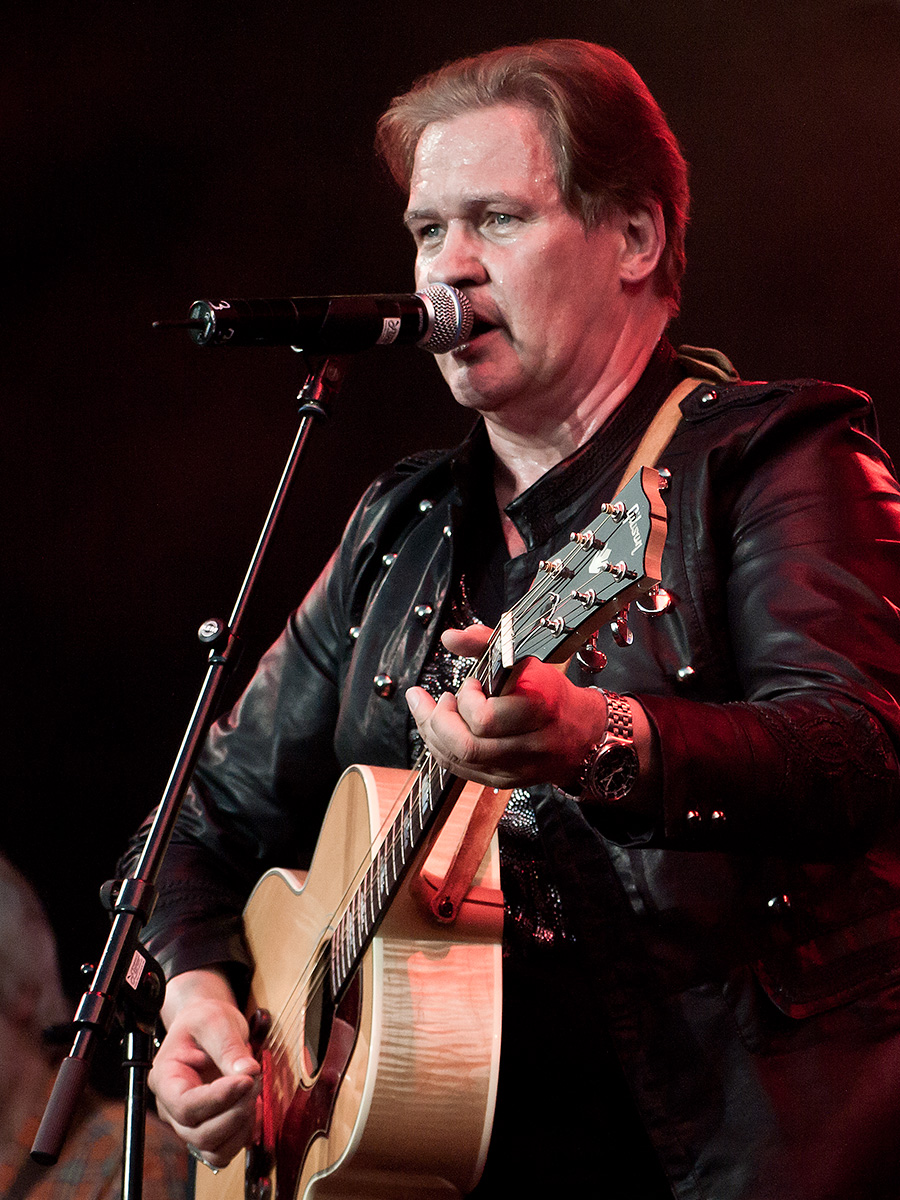
Johnny Logan (* 1954)

- 1954: Johnny Logan, irischer Sänger und Komponist
- 1954: Josef Loos, österreichischer Politiker
- 1954: Eckhard Lucius, deutscher Biologiedidaktiker
- 1955: Peter Heinrich Brix, deutscher Schauspieler
- 1955: Garry Bushell, britischer Fernsehmoderator und Kolumnist
- 1955: Silvia Hollmann, deutsche Leichtathletin
- 1955: Parviz Meshkatian, iranischer Santurspieler und Komponist
- 1956: Vjekoslav Bevanda, bosnisch-herzegowinischer Politiker
- 1956: Alexander Jurjewitsch Kaleri, russischer Kosmonaut lettischer Herkunft
- 1956ː Félicienne Lusamba Villoz-Muamba, kongolesisch-schweizerische Juristin und Politikerin
- 1956: Katalin Szili, ungarische Juristin
- 1957: Erika Adensamer, österreichische Politikerin

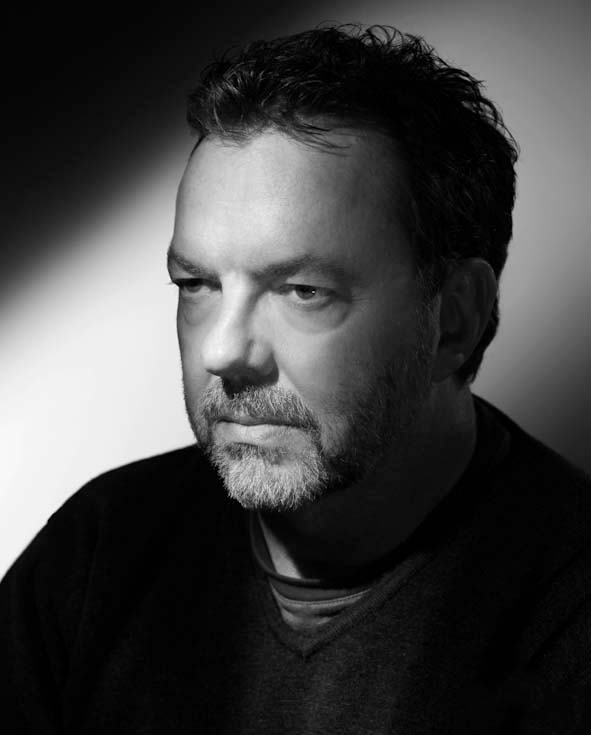
Alan Ball (* 1957)

- 1957: Alan Ball, US-amerikanischer Drehbuchautor
- 1957: Claudie Haigneré, französische Astronautin und Politikerin
- 1957: Mark Heap, britischer Schauspieler
- 1957: Andrea Klump, deutsche Ex-Terroristin
- 1957: Stefano Tacconi, italienischer Fußballtorwart
- 1957: Kōji Suzuki, japanischer Schriftsteller
- 1958: Jeffrey Gedmin, US-amerikanischer Politologe
- 1958: Merit E. Janow, US-amerikanische Hochschullehrerin und Mitglied des WTO Appellate Body
- 1959: Eike Hallitzky, deutscher Politiker, MdL
- 1959: Roger Muraro, französischer Pianist
- 1960: Claus Dieter Classen, deutscher Rechtswissenschaftler
- 1960: Uwe Dreher, deutscher Fußballspieler und -trainer
- 1960: Maggie Mae, deutsche Schlagersängerin
- 1960: Elisabeth Niederer, Schweizer Schauspielerin
- 1960: Benjamin Völz, deutscher Synchronsprecher
- 1961: Ásta Breiðfjörð Gunnlaugsdóttir, isländische Fußballspielerin
- 1961: Manes Meckenstock, deutscher Komiker und Moderator

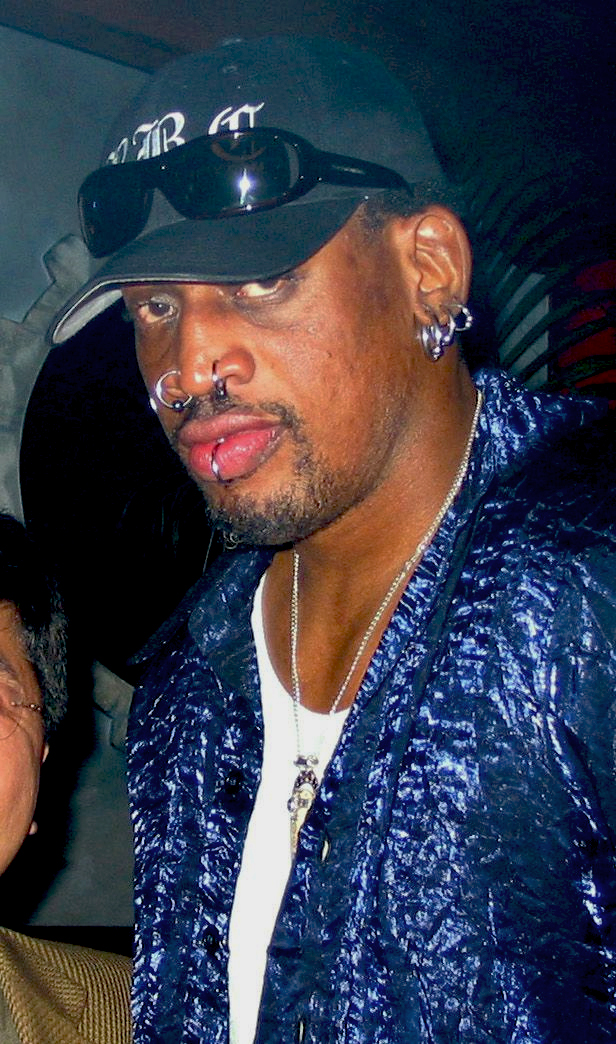
Dennis Rodman (* 1961)

- 1961: Dennis Rodman, US-amerikanischer Basketballer
- 1961: Yutaka Sado, japanischer Dirigent
- 1962: Aníbal Acevedo Vilá, puerto-ricanischer Politiker
- 1963: Paola Antonelli, italienische Architektin und Museumskuratorin
- 1963: Silvia Marciandi, italienische Freestyle-Skierin
- 1964: Mari Akasaka, japanische Schriftstellerin der J-Bungaku
- 1964: Mark Barry, britischer Radrennfahrer
- 1964: Stephen Colbert, US-amerikanischer Comedian
- 1964: Ronnie Coleman, US-amerikanischer Bodybuilder
- 1964: Katia Fox, deutsche Autorin
- 1964: Sara Gomer, britische Tennisspielerin
- 1964: Marcus Gröttrup, deutscher Immunologe, Forscher und Hochschullehrer
- 1964: Kim Bong-jun, südkoreanischer Boxer
- 1964: Jörg Matysik, deutscher Chemiker
- 1964: Aliki Panayides, Schweizer Politikerin
- 1964: Andrea Sironi, italienischer Wissenschaftler und Professor
- 1964: Christopher Tambling, britischer Komponist, Organist und Chorleiter
- 1964: Tom Verica, US-amerikanischer Schauspieler, Filmregisseur und -produzent
- 1965: Eberhard Carl, deutscher Fußballspieler
- 1965: Stefan Hansen, deutscher Komponist
- 1965: Lari White, US-amerikanische Country-Sängerin
- 1966: Alison Goldfrapp, britische Sängerin, Songwriterin und Musikproduzentin
- 1966: Peter Zakowski, deutscher Automobilrennfahrer
- 1967: Chuck Schuldiner, US-amerikanischer Gitarrist und Sänger

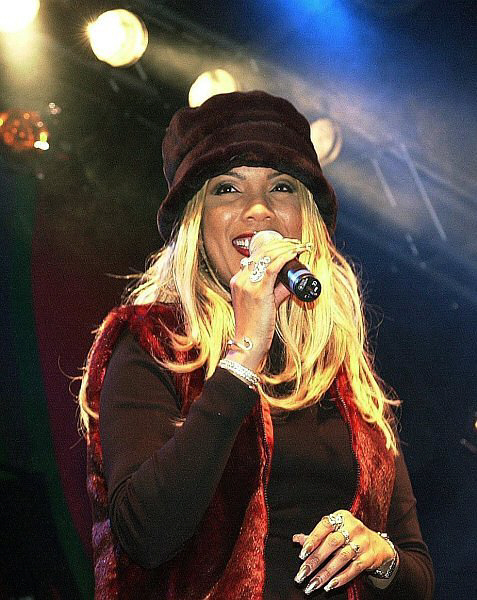
Melanie Thornton (* 1967)

- 1967: Melanie Thornton, deutsch-US-amerikanische Pop-Sängerin
- 1968: Darren Le Tissier, britischer Badmintonspieler
- 1968: Sonja Zietlow, deutsche Fernsehmoderatorin
- 1969: Buckethead, US-amerikanischer Gitarrist
- 1969: Natascha Rusnachenko, österreichische Handballspielerin
- 1969: Petri Varis, finnischer Eishockeyspieler
- 1969: Oliver Schmidt-Gutzat, deutscher Politiker (SPD)
- 1970: Ian Agol, US-amerikanischer Mathematiker
- 1970: Mark Beaufait, US-amerikanischer Eishockeyspieler
- 1970: Gregor Bucher, deutscher Genetiker
- 1970: Thomas Bug, deutscher Radio- und Fernsehmoderator
- 1970: Robert Maćkowiak, polnischer Sprinter
- 1970: Christian Schmidt, deutscher Schauspieler
- 1971: Sascha Armutat, deutscher Offizier und Wirtschaftswissenschaftler
- 1971: Thomas Arnold, deutscher Schauspieler
- 1971: Espen Lind, norwegischer Sänger, Songwriter und Produzent
- 1972: Sergio Assisi, italienischer Film- und Theaterschauspieler
- 1972: Erika Raum, kanadische Geigerin, Musikpädagogin und Komponistin
- 1973: Daniel Bärwolf, deutscher Fußballspieler
- 1973: Ill-Young Kim, deutscher Musiker, Moderator und Schauspieler
- 1974: Birgit Stauber, österreichische Schauspielerin, Drehbuchautorin und Regisseurin
- 1975: Andreas Jung, deutscher Politiker, MdB

#### 1976–2000
- 1976: Mark Delaney, walisischer Fußballspieler
- 1976: Marcelo Pletsch, brasilianischer Fußballspieler
- 1976: Ana Popović, serbische Bluesgitarristin und Sängerin
- 1976: Grzegorz Szamotulski, polnischer Fußballspieler
- 1977: Gitte Krogh, dänische Fußballspielerin
- 1977: Ilse DeLange, niederländische Sängerin
- 1977: Samantha Morton, britische Schauspielerin
- 1977: Brian Thomas Smith, US-amerikanischer Schauspieler und Komiker
- 1978: Kim Yong-hyun, südkoreanischer Badmintonspieler
- 1979: Sara Larsson, schwedische Fußballspielerin

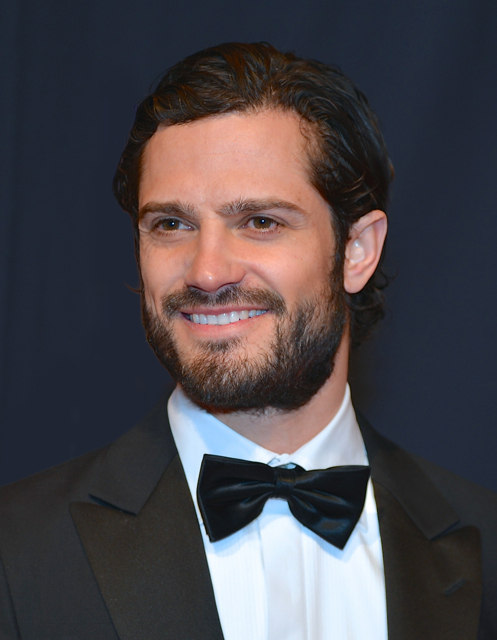
Carl Philip von Schweden (* 1979)

- 1979: Carl Philip von Schweden, schwedischer Prinz
- 1980: Preston Callander, deutsch-kanadischer Eishockeystürmer
- 1981: Greg Amadio, kanadischer Eishockeyspieler
- 1981: Asmir Avdukić, bosnischer Fußballspieler
- 1981: Fabiana Diniz, brasilianische Handballspielerin
- 1981: Nicolás Frutos, argentinischer Fußballspieler
- 1981: Sunny Leone, indisch-kanadische Schauspielerin und ehemalige Pornodarstellerin
- 1981: Matías Lequi, italienisch-argentinischer Fußballspieler
- 1981: Rebecka Liljeberg, schwedische Schauspielerin
- 1982: Onyekachi Okonkwo, nigerianischer Fußballspieler
- 1982: Oguchi Onyewu, US-amerikanischer Fußballspieler
- 1982: Stefan Pries, deutscher Handballspieler
- 1982: Casey Stoney, englische Fußballspielerin
- 1983: Anita Görbicz, ungarische Handballspielerin und -trainerin
- 1983: Grégory Lemarchal, französischer Popsänger
- 1984: Henrike Fehrs, deutsche Schauspielerin und Sprecherin
- 1984: Hannah New, britische Schauspielerin und Model
- 1985: Javier Balboa, spanisch-äquatorialguineischer Fußballspieler
- 1985: Tobias Oriwol, kanadischer Schwimmer
- 1985: Iwan Rheon, walisischer Schauspieler und Musiker
- 1986: Morgan Arritola, US-amerikanische Skilangläuferin
- 1986: Lena Dunham, US-amerikanische Schauspielerin, Schriftstellerin, Drehbuchautorin, Filmregisseurin und Filmproduzentin
- 1986: Anthony Giacoppo, australischer Radrennfahrer

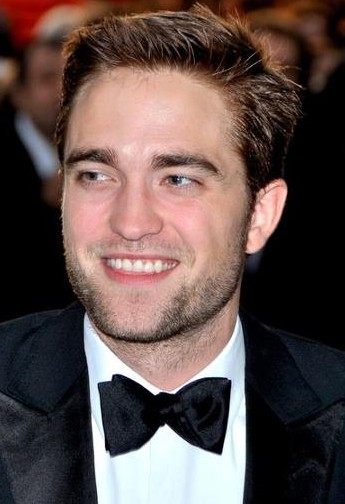
Robert Pattinson (* 1986)

- 1986: Robert Pattinson, britischer Schauspieler
- 1986: Alexander Rybak, belarussisch-norwegischer Sänger und Violinist, Komponist und Schauspieler
- 1986: Nino Schurter, Schweizer Mountainbiker
- 1986: Scott Sutter, Schweizer Fußballspieler
- 1987: Antonio Adán, spanischer Fußballtorwart
- 1987: Candice King, US-amerikanische Schauspielerin und Musikerin
- 1987: Felix Kossler, deutscher Handballspieler
- 1987: Bassem Hassan Mohammed, katarischer Springreiter
- 1987: Hunter Parrish, US-amerikanischer Schauspieler
- 1987: Carrie Prejean, US-amerikanisches Model
- 1988: Hakan Ateş, türkischer Fußballspieler
- 1988: Said Husejinović, bosnisch-herzegowinischer Fußballspieler

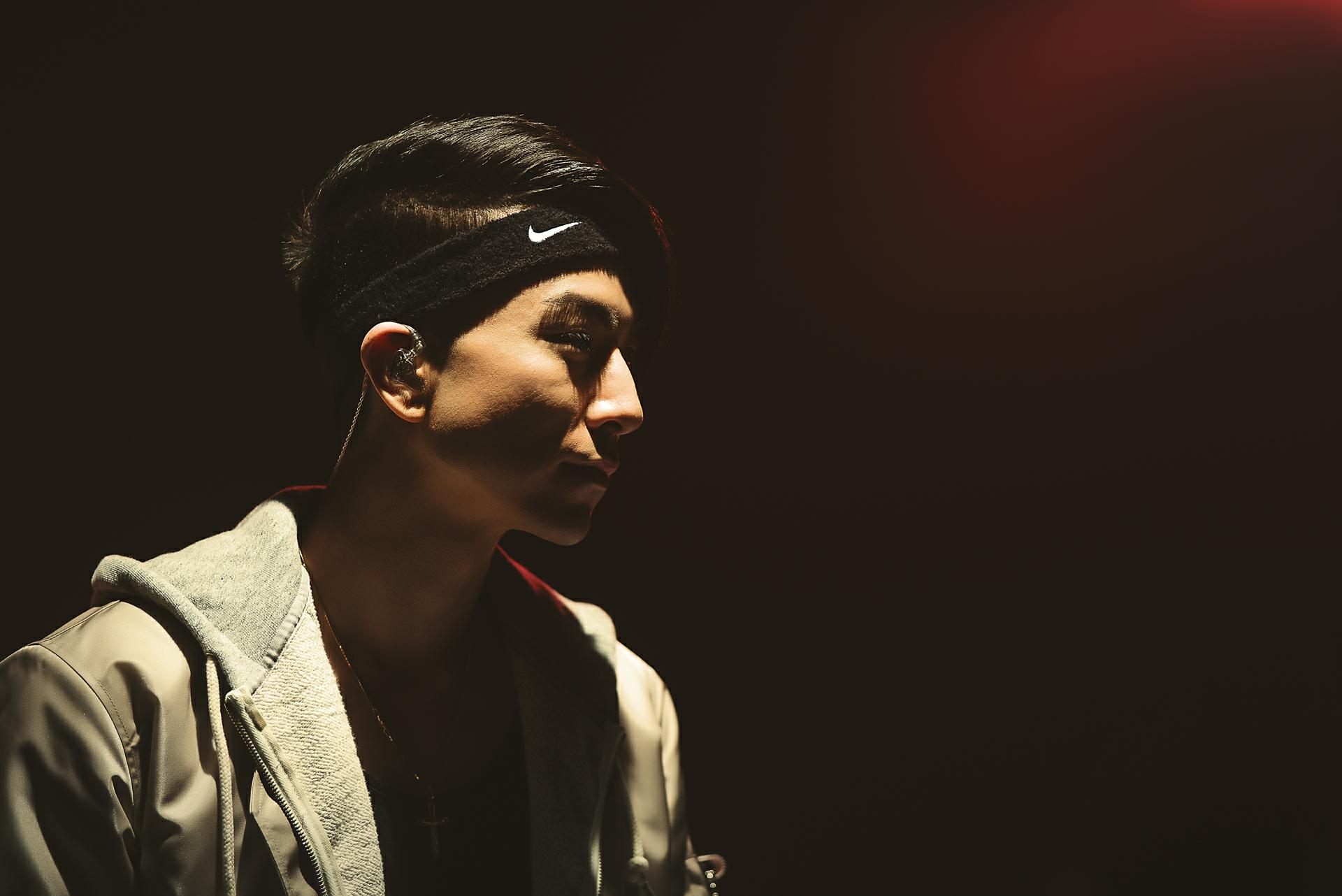
KRNFX (* 1989)

- 1989: KRNFX, koreanisch-kanadischer Beatboxer, Webvideoproduzent und Sänger

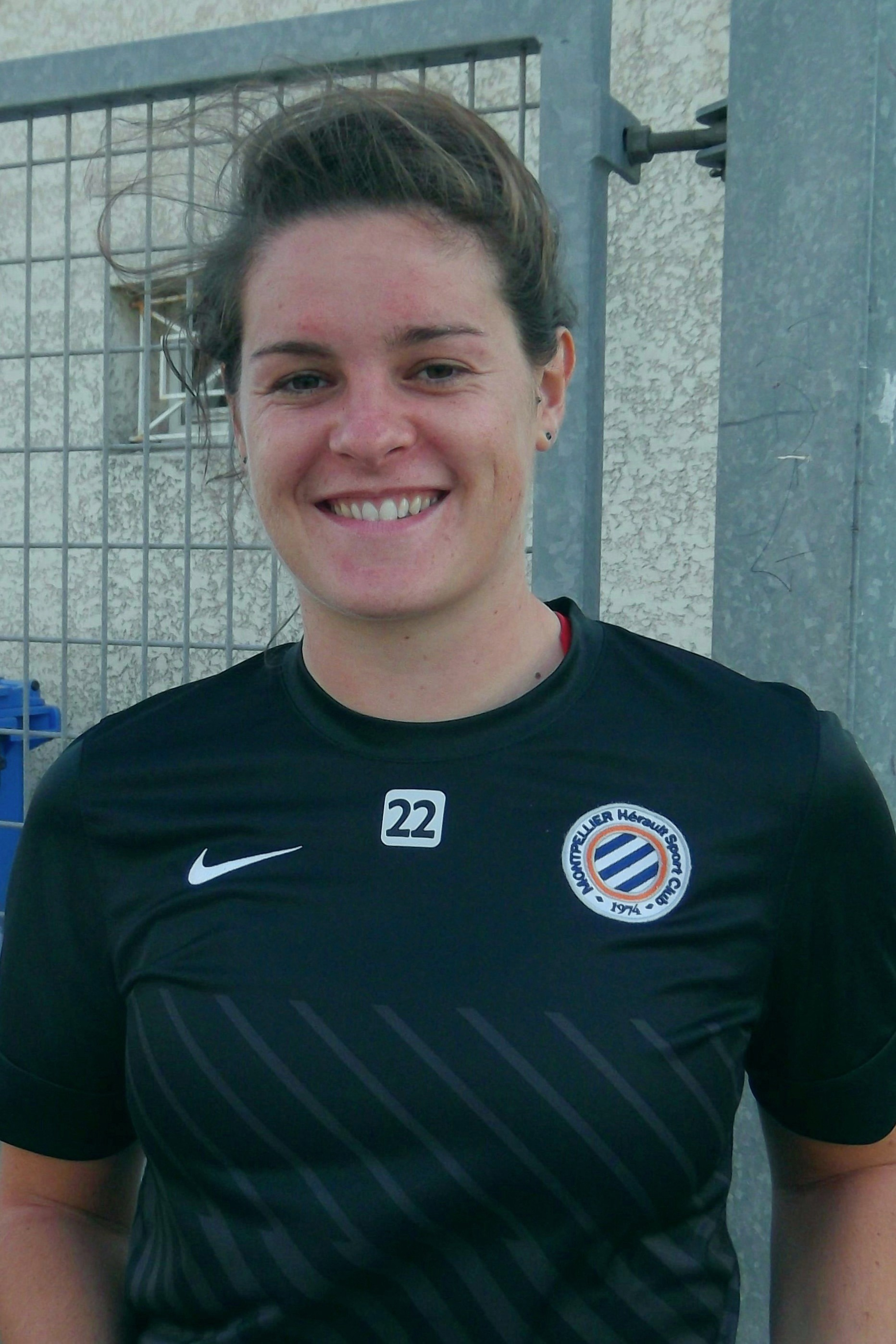
Jennifer Beattie (* 1991)

- 1991: Jennifer Beattie, schottische Fußballspielerin
- 1991: Anders Fannemel, norwegischer Skispringer
- 1991: Omar Khir Alanam, in Österreich lebender Autor und Poetry-Slammer syrischer Herkunft
- 1992: Jérémy Finello, Schweizer Biathlet
- 1993: Romelu Lukaku, belgischer Fußballspieler
- 1992: Djibril M’Bengue, deutscher Handballspieler
- 1993: Debby Ryan, US-amerikanische Schauspielerin
- 1993: Stefan Kraft, österreichischer Skispringer
- 1993: Tones and I, australische Singer-Songwriterin
- 1994: Yves Kunkel, deutscher Handballspieler
- 1996: Max Häfner, deutscher Handballspieler
- 1999: Alex Greive, neuseeländischer Fußballspieler
- 1999: Roman Lochmann, deutscher Sänger
- 1999: Heiko Lochmann, deutscher Sänger
- 1999: Sheldon van der Linde, südafrikanischer Automobilrennfahrer
- 2000: Mats Øverby, norwegischer Biathlet

### 21. Jahrhundert
- 2001: Nina Rosemeyer, deutsche Basketballspielerin
- 2004: Tilda Månsson, schwedische Duathletin und Triathletin

## Gestorben

### Vor dem 19. Jahrhundert
- 0384: Servatius von Tongern, Bischof von Lüttich
- 1029: García Sánchez, Graf von Kastilien
- 1112: Ulrich II., Graf von Weimar
- 1176: Matthäus I., Herzog von Lothringen
- 1230: Kasimir I., Herzog von Oppeln-Ratibor
- 1259: Heinrich IV. von Württemberg, Bischof von Eichstätt
- 1296: Ludwig III., Herzog von Niederbayern
- 1312: Theobald II., Herzog von Lothringen
- 1315: Adolf VI., Graf in Holstein und im Gebiet Schaumburg
- 1332: Jesaias von Konstantinopel, Patriarch von Konstantinopel
- 1396: William Zouche, 3. Baron Zouche of Haryngworth, englischer Adeliger
- 1416: Petrus de Ancharano, italienischer Jurist
- 1508: Martial d’Auvergne, französischer Schriftsteller
- 1519: Artus Gouffier de Boisy, französischer Staatsmann, Großmeister von Frankreich
- 1545: Stanislaus Rapagelanus, litauischer lutherischer Theologe und Reformator
- 1553: Johannes Aepinus, deutscher Theologe, Schriftsteller und Sprachforscher
- 1568: Sophia von Pommern, Königin von Dänemark und Norwegen
- 1572: Johann Argentier, italienischer Mediziner
- 1573: Takeda Shingen, japanischer Regionalfürst und Kriegsherr während der Zeit der Streitenden Reiche
- 1575: Balthasar Siegel, deutscher frühkapitalistischer Unternehmer
- 1604: Christine von Hessen, Herzogin von Schleswig-Holstein-Gottorf

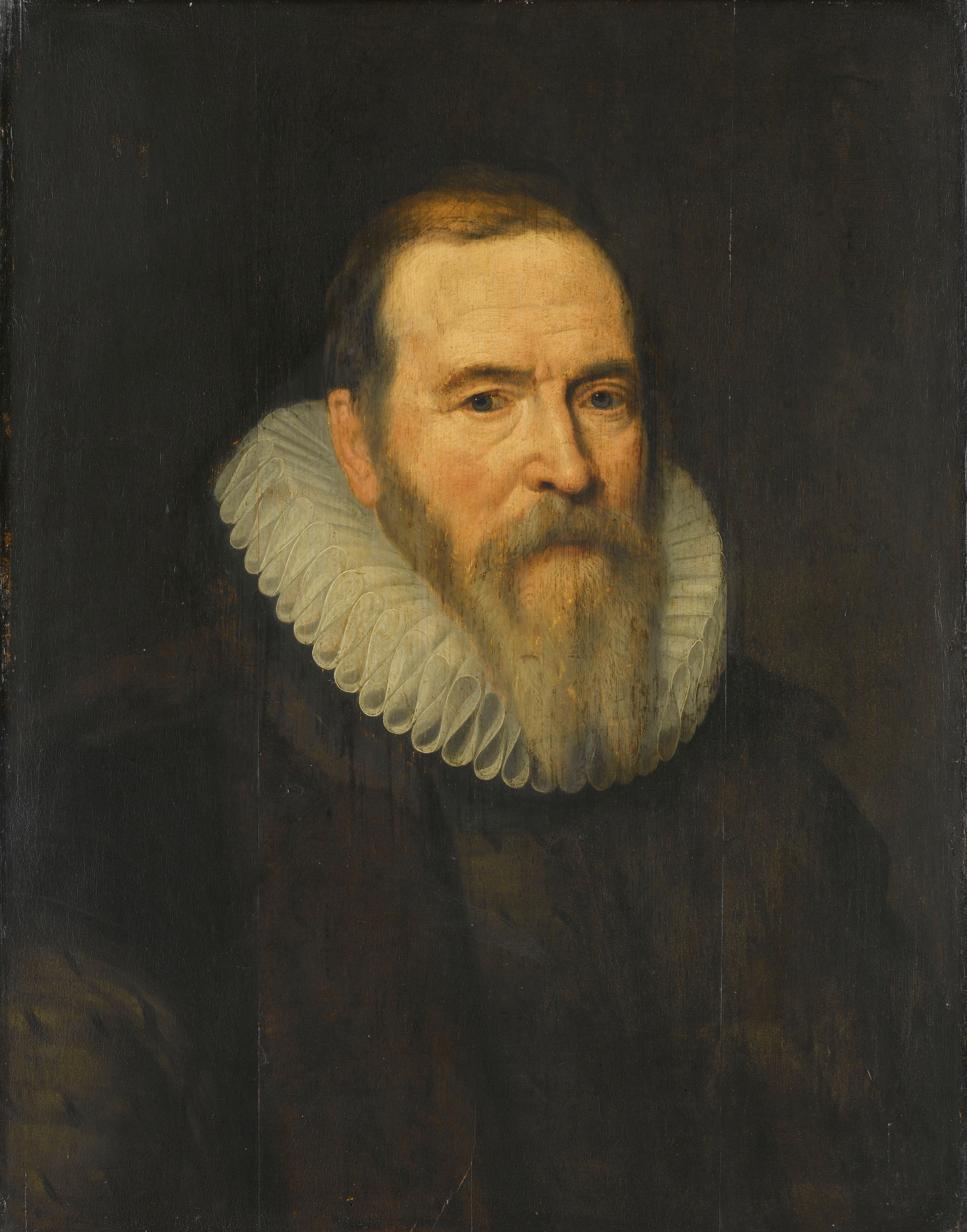
Johan van Oldenbarnevelt († 1619)

- 1619: Johan van Oldenbarnevelt, niederländischer Staatsmann und Diplomat
- 1625ː Anna Barbara Colonna von Fels, böhmische Adelige deutscher Abstammung
- 1646: Maria Anna von Spanien, Infantin von Spanien und Portugal, durch Heirat Königin von Ungarn und Böhmen sowie römisch-deutsche Kaiserin
- 1680: Johann Ernst Pistoris, kursächsischer Oberhofrichter und Diplomat
- 1710: Heinrich, Regent von Sachsen-Gotha-Römhild
- 1726: Francesco Antonio Pistocchi, italienischer Komponist, Librettist, Alt-Kastrat und Gesangslehrer
- 1734: Christian Albrecht Niemann, Jurist und Bürgermeister der Hansestadt Lübeck
- 1734: James Thornhill, britischer Maler
- 1739: Dubislav Gneomar von Natzmer, preußischer General
- 1742: Nicolas Andry de Boisregard, französischer Arzt und Literat
- 1745: Franz Trumler, österreichischer Steinmetzmeister und Bildhauer
- 1750: Johann Friedrich Ernst Müller, deutscher Orgelbauer
- 1759: Lambert-Sigisbert Adam, französischer Bildhauer
- 1761: Wilhelm, paragierter Landgraf von Hessen-Philippsthal-Barchfeld
- 1766: Martin Hannibal, deutscher Münz-Stempelschneider und Medailleur
- 1779: Heinrich XXIV., Graf Reuß zu Ebersdorf
- 1782: Friedrich Albrecht Augusti, deutscher Theologe und Geistlicher
- 1782: Johann August von Hellfeld, deutscher Rechtswissenschaftler
- 1782: Daniel Solander, schwedischer Botaniker
- 1783: Johann Ferdinand Feige der Ältere, deutscher Bildhauer
- 1788: Adam Gottlob Casparini, deutscher Orgelbauer

### 19. Jahrhundert
- 1807: Louis Joseph Charles Amable d’Albert de Luynes, französischer Politiker und Militär
- 1807: Eliphalet Dyer, US-amerikanischer Politiker, Delegierter von Connecticut im Kontinentalkongress
- 1807: Georg Friedrich Seiler, deutscher Theologe und Hochschullehrer
- 1812: Johannes Matthias Sperger österreichischer Komponist
- 1818: Michael Andreas Barclay de Tolly, russischer General und Kriegsminister
- 1818: Louis V. Joseph, französischer Adliger, Fürst von Condé
- 1818: Emanuel Merian, Schweizer evangelischer Geistlicher
- 1822: Peter Godeffroy, deutscher Kaufmann
- 1826: Christian Kramp, elsässischer Arzt, Mathematiker und Physiker

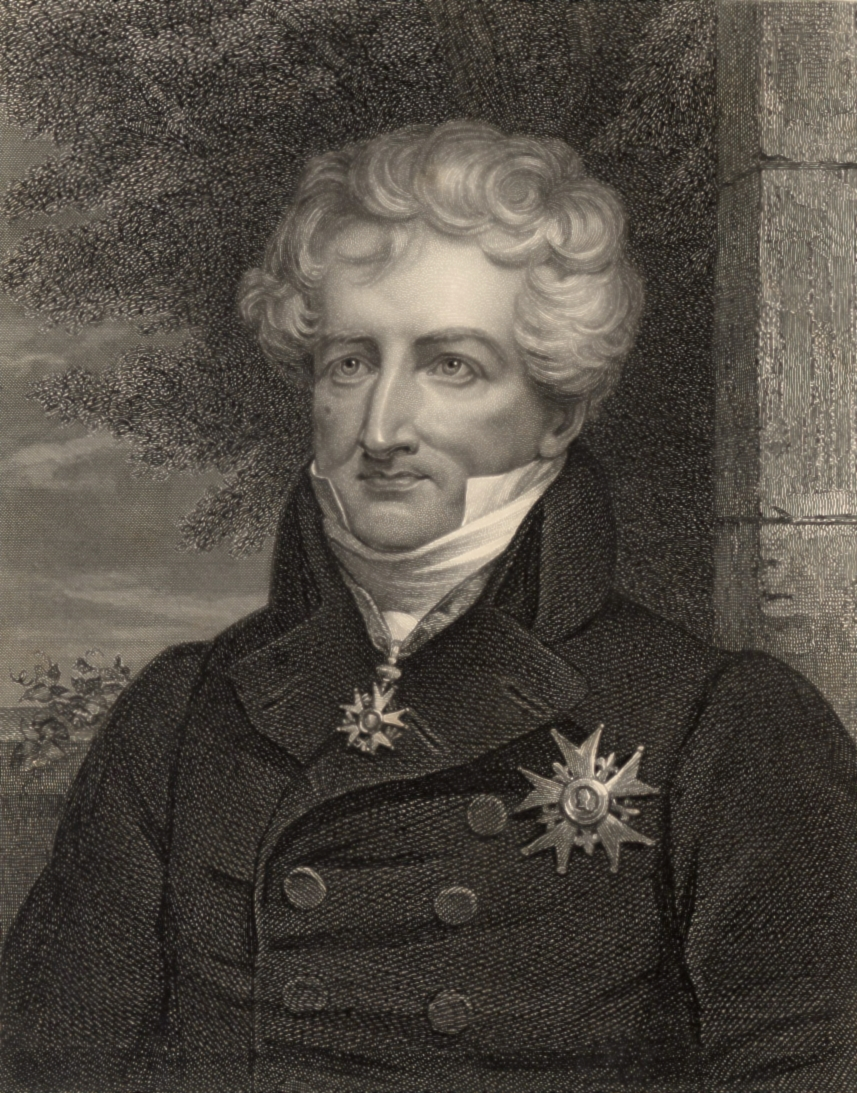
Georges Cuvier († 1832)

- 1832: Georges Cuvier, französischer Naturforscher
- 1839: Joseph Fesch, französischer Kardinal, Erzbischof von Lyon
- 1840: Christian Friedrich Krüger, deutscher Staatsminister
- 1840: Karl Ludwig Randhan, deutscher Mediziner
- 1843: Agnes Franz, deutsche Schriftstellerin
- 1845: August Gottlob Eberhard, deutscher Dichter und Schriftsteller
- 1850: Johann Jakob Bernhardi, deutscher Botaniker
- 1851: Auguste von Bayern, Vizekönigin von Italien, Herzogin von Leuchtenberg und Fürstin zu Eichstätt
- 1855: Teresa Belloc, italienische Opernsängerin
- 1855: Carl Kellner, deutscher Optiker
- 1856: Jean Zuléma Amussat, französischer Arzt und Chirurg
- 1871: Anselme Payen, französischer Chemiker, Physiker und Mathematiker
- 1872: Moritz Hartmann, österreichischer Journalist, Schriftsteller und Politiker
- 1872: Georg Friedrich Carl Kölling, deutscher Bildhauer
- 1873: Gašpar Mašek, tschechischer Komponist
- 1877: Joseph Höger, österreichischer Landschaftsmaler, Aquarellist, Radierer und Lithograph

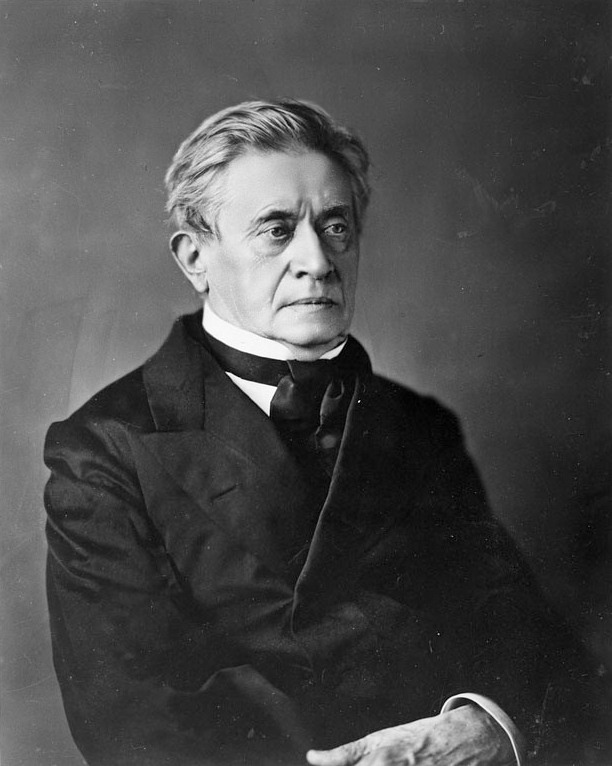
Joseph Henry († 1878)

- 1878: Joseph Henry, US-amerikanischer Wissenschaftler
- 1880: David Thomas Ansted, englischer Geologe
- 1881: Wilhelm Büchner, deutscher Pädagoge und klassischer Philologe

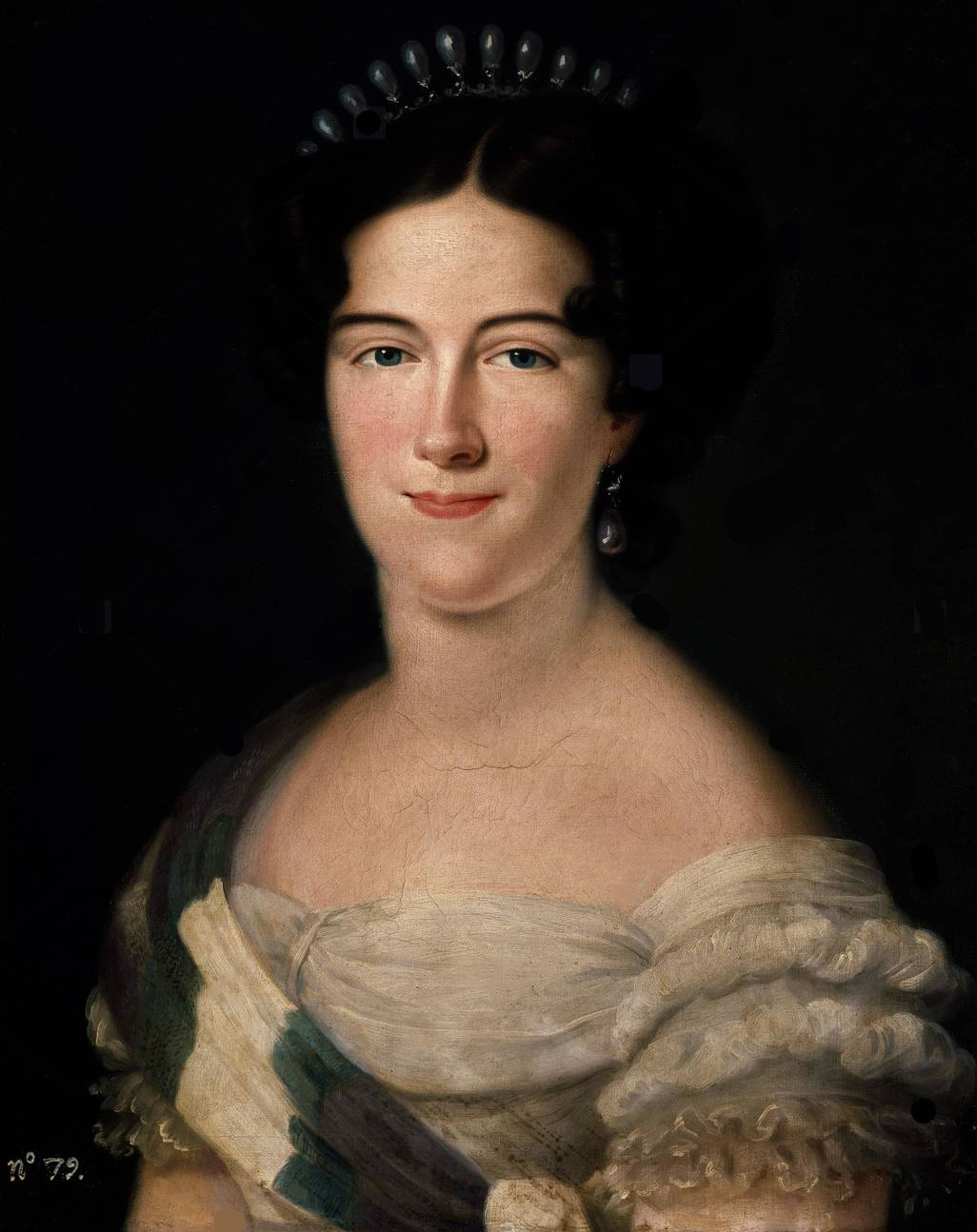
Carlota Luisa de Godoy y Borbón († 1886)

- 1886: Carlota Luisa de Godoy y Borbón, spanische Adlige, Gräfin von Chinchón und Markgräfin von Boadilla del Monte
- 1886: Theodor Mattern, Berliner Kaufmann und Färbereibesitzer
- 1889: Emilie Turecek, Wiener Volkssängerin
- 1892: Ferdinand Poise, französischer Komponist
- 1893: Nicolaus Schrickel, deutscher Orgelbauer und Bildschnitzer
- 1900: Bou Ahmed, Großwesir und Regent in Marokko

### 20. Jahrhundert

#### 1901–1950
- 1916: Scholem Alejchem, russisch-US-amerikanischer jiddischsprachiger Schriftsteller, Klassiker der jiddischen Literatur
- 1916: Margaret Benson, britische Archäologin
- 1917: Gustav Jäger, deutscher Zoologe und Mediziner
- 1921: Jean Aicard, französischer Dichter, Romancier und Dramatiker
- 1923: Charlotte Garrigue Masaryková, tschechisch-US-amerikanische Pianistin
- 1926: August Bender, deutscher Chemiker und Unternehmer
- 1927: Stine Andresen, deutsche Schriftstellerin

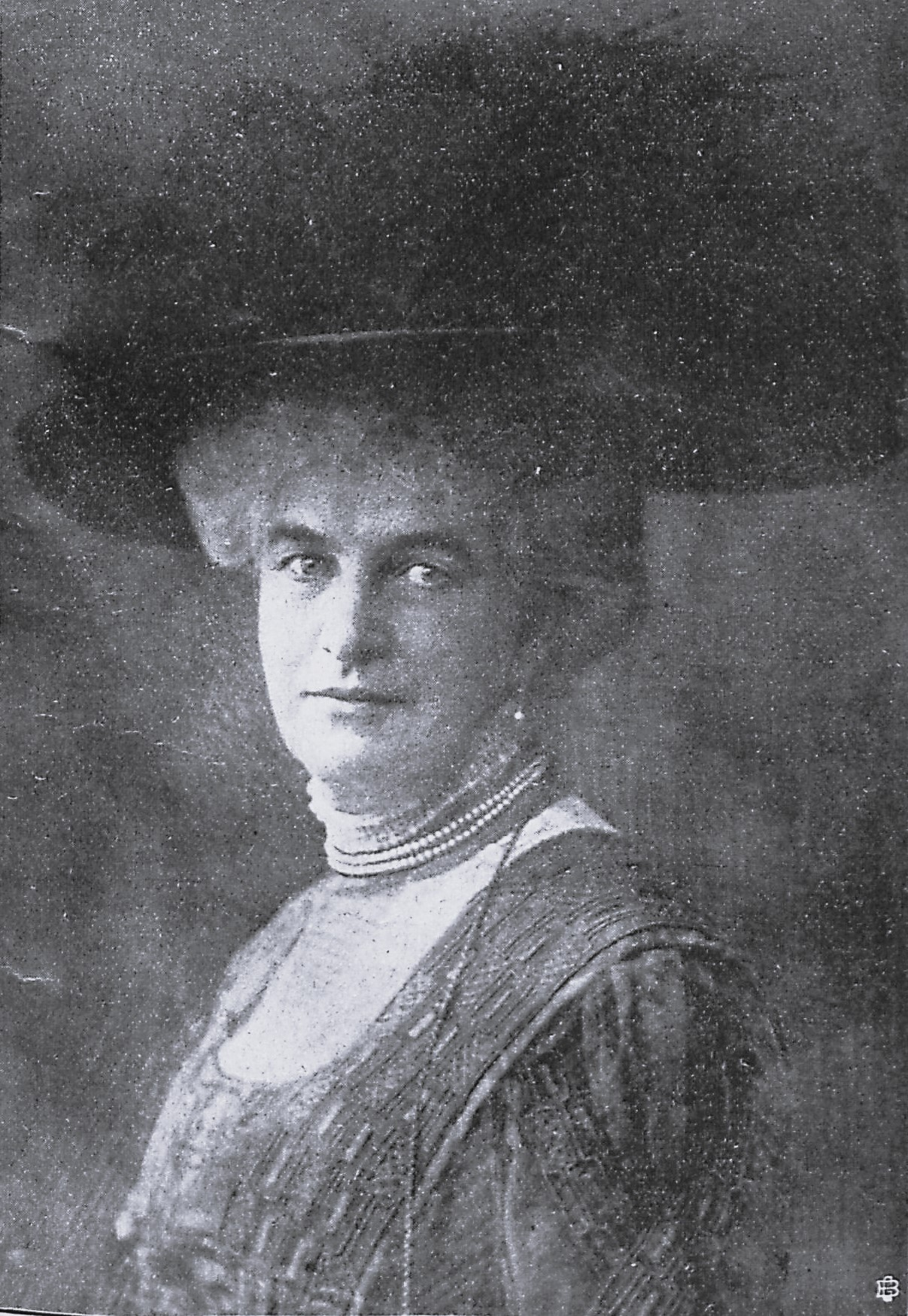
Ida Boy-Ed († 1928)

- 1928: Ida Boy-Ed, deutsche Schriftstellerin und Salonnière
- 1928: Ernst Buss, Schweizer evangelischer Geistlicher
- 1929: Adolf Braun, österreichisch-deutscher sozialdemokratischer Politiker und Journalist
- 1929: Arthur Scherbius, deutscher Erfinder und Unternehmer
- 1930: Helene Lange, deutsche Pädagogin und Frauenrechtlerin
- 1930: Fridtjof Nansen, norwegischer Zoologe, Polarforscher und Diplomat, Friedensnobelpreisträger
- 1933: Paul Ernst, deutscher Schriftsteller und Dramatiker
- 1933: Richard von Schubert, preußischer Offizier
- 1937: Evelyn Faltis, österreichische Komponistin und Korrepetitorin
- 1943: Erika Gräfin von Brockdorff, deutsche Widerstandskämpferin gegen den Nationalsozialismus (Rote Kapelle)
- 1943: Wilhelm Guddorf, deutscher Journalist, Widerstandskämpfer gegen den Nationalsozialismus (Rote Kapelle)
- 1945ː Elly Abeking, deutsche Malerin
- 1945: Fritz Amreich, deutscher Politiker
- 1945: Albert Jodlbauer, deutscher Mediziner, Pharmakologe und Toxikologe
- 1945: Max Zimmermann, deutscher Widerstandskämpfer gegen den Nationalsozialismus, Stadtverordneter und Arbeitersportaktivist
- 1948: Kathleen Cavendish, US-Amerikanerin, Mitglied der Kennedy-Familie
- 1949: Nakamura Murao, japanischer Literaturtheoretiker und -kritiker

#### 1951–2000
- 1955: Wladimir Uralski, russischer bzw. sowjetischer Schauspieler
- 1960: Harry Schell, deutscher Automobilrennfahrer
- 1960: Gid Tanner, US-amerikanischer Musiker

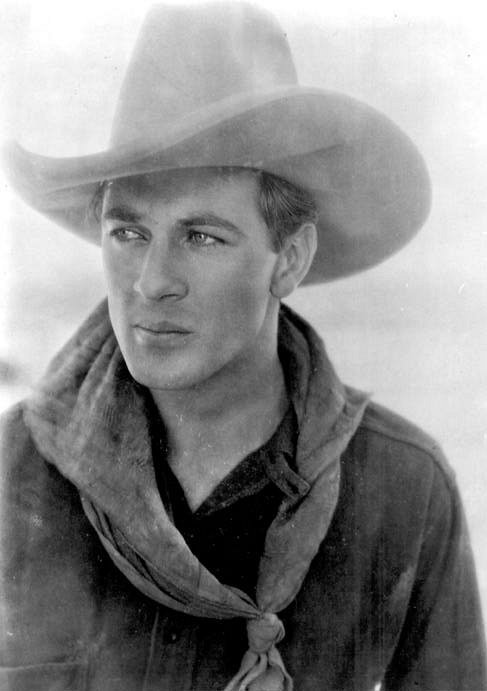
Gary Cooper († 1961)

- 1961: Gary Cooper, US-amerikanischer Schauspieler
- 1962: Frank Jenks, US-amerikanischer Schauspieler und Musiker
- 1962: Franz Kline, US-amerikanischer Maler
- 1963: Herta Gotthelf, deutsche Politikerin und Parteifunktionärin
- 1963: Mia Hesse-Bernoulli, Schweizer Fotografin
- 1963: Georg Pahl, deutscher Pressefotograf
- 1964: Hamilton Basso, US-amerikanischer Journalist und Schriftsteller
- 1966: Henrik Adam Due, norwegischer Geiger und Musikpädagoge
- 1968: Heinrich Benckert, deutscher Theologe
- 1968: Robert Burks, US-amerikanischer Kameramann
- 1969: Paul Merker, deutscher Politiker in der DDR
- 1971: Hubert von Meyerinck, deutscher Schauspieler
- 1971: Giuseppe Milano, italienischer Fußballspieler und -trainer
- 1972: Dan Blocker, US-amerikanischer Schauspieler
- 1972: Werner Burri, Schweizer Keramiker
- 1973: Louis Dekker, niederländischer Steuermann im Rudern
- 1975: Marguerite Perey, französische Chemikerin und Physikerin
- 1975: Bob Wills, US-amerikanischer Musiker
- 1979: Louis Debeugny, französischer Automobilrennfahrer
- 1980: Umbo, deutscher Fotograf
- 1981: Nathan Abshire, US-amerikanischer Akkordeonspieler
- 1981: Joseph-Ernst Fugger von Glött, deutscher Politiker und MdB
- 1982: Rudolf Grob, Schweizer evangelischer Geistlicher und Direktor einer Heilanstalt
- 1982: Qara Qarayev, aserbaidschanischer Komponist
- 1982: Renzo Rossellini, italienischer Komponist, Musikkritiker und Musikwissenschaftler
- 1983: Sylvio Lacharité, kanadischer Dirigent und Komponist
- 1984: Julie Rösch, deutsche Politikerin

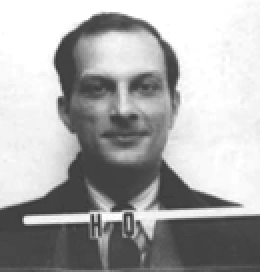
Stanisław Marcin Ulam († 1984)

- 1984: Stanisław Marcin Ulam, polnischer Mathematiker
- 1985: Alexander Alexandrowitsch Mikulin, sowjetischer Triebwerkskonstrukteur
- 1985: Mildred Scheel, deutsche Ärztin, Gattin von Walter Scheel und Gründerin der Deutschen Krebshilfe
- 1986: Maria Bellonci, italienische Schriftstellerin
- 1988: Chet Baker, US-amerikanischer Jazzmusiker, Sänger und Komponist
- 1989: Bjørn Puggaard-Müller, dänischer Schauspieler
- 1991: Victor-Emanuel Preusker, deutscher Politiker
- 1991: Carl Weinrich, US-amerikanischer Organist und Musikpädagoge
- 1992: Gisela Elsner, deutsche Schriftstellerin
- 1994: Wladimir Sergejewitsch Antoschin, sowjetischer Schachgroßmeister
- 1994: José Faraoni, argentinischer Automobilrennfahrer
- 1994: Duncan Hamilton, irischer Formel-1-Rennfahrer
- 1995: Alan Maley, britischer Maler und Spezialeffektkünstler
- 1995: Wolfgang von Zeynek, deutscher Jurist
- 1996ː Maria José Marques da Silva, portugiesische Architektin
- 1997: Bernard Brindel, US-amerikanischer Komponist, Musikpädagoge und Geiger
- 1999: Motohiko Hino, japanischer Jazzschlagzeuger

### 21. Jahrhundert
- 2001: Rogelio Martínez Díaz, kubanischer Gitarrist und Sänger und Bandleader
- 2002: Walerij Lobanowskyj, sowjetischer und ukrainischer Fußballtrainer
- 2002: Morihiro Saitō, japanischer Aikido-Lehrer
- 2004: Kjell Bækkelund, norwegischer Pianist
- 2004: Muhammad Nawaz, pakistanischer Speerwerfer
- 2005: Eddie Barclay, französischer Musikproduzent
- 2005: Gunnar Nilsson, schwedischer Schwergewichtsboxer
- 2006: Helga Anschütz, deutsche Orientalistin, Geografin und Dozentin
- 2006: Manfred Heindler, österreichischer Physiker
- 2008: Georg Mautner Markhof, österreichischer Industrieller und Politiker
- 2008: Colea Răutu, rumänischer Schauspieler
- 2009: Hartmut Aschermann, deutscher Theologe

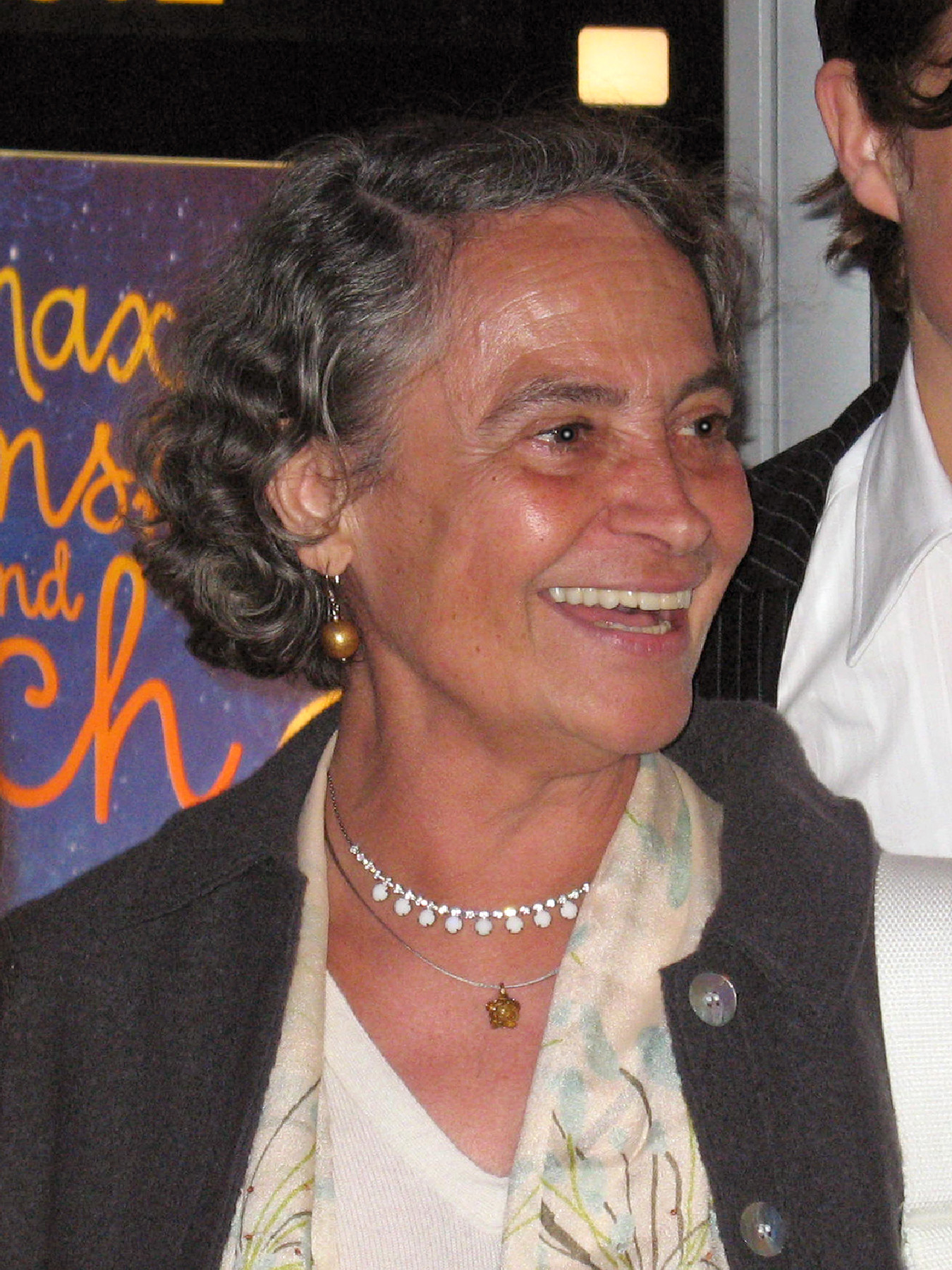
Monica Bleibtreu († 2009)

- 2009: Monica Bleibtreu, österreichische Schauspielerin
- 2009: Norbert Eschmann, Schweizer Fußballspieler
- 2009: Bernd Mikulin, deutscher Krankenpfleger und Präsident des Deutschen Anglerverbandes
- 2010: Eva Guttsman Ostwalt, deutsche Zeitzeugin und Überlebende des Holocaust
- 2010: Lauro Toneatto, italienischer Fußballspieler und -trainer
- 2011: Pam Gems, britische Dramatikerin
- 2011: Bernard Greenhouse, US-amerikanischer Cellist und Musikpädagoge
- 2012: Donald Dunn, US-amerikanischer Bassist
- 2013: André Bord, französischer Politiker
- 2013: Lilo Ramdohr, deutsche Widerstandskämpferin
- 2014: David Malet Armstrong, australischer Philosoph
- 2014: Malik Bendjelloul, schwedischer Dokumentarfilmer
- 2015: Gunter Berger, deutscher Schauspieler
- 2015: Robert Drasnin, US-amerikanischer Komponist
- 2017: Jimmy Copley, britischer Schlagzeuger
- 2017: Günter Dietz, deutscher Altphilologe, Dichter und Übersetzer
- 2018: Glenn Branca, US-amerikanischer Komponist und Gitarrist
- 2018: Karl-Ernst Herrmann, deutscher Bühnenbildner und Opernregisseur
- 2018: Margot Kidder, kanadisch-US-amerikanische Schauspielerin

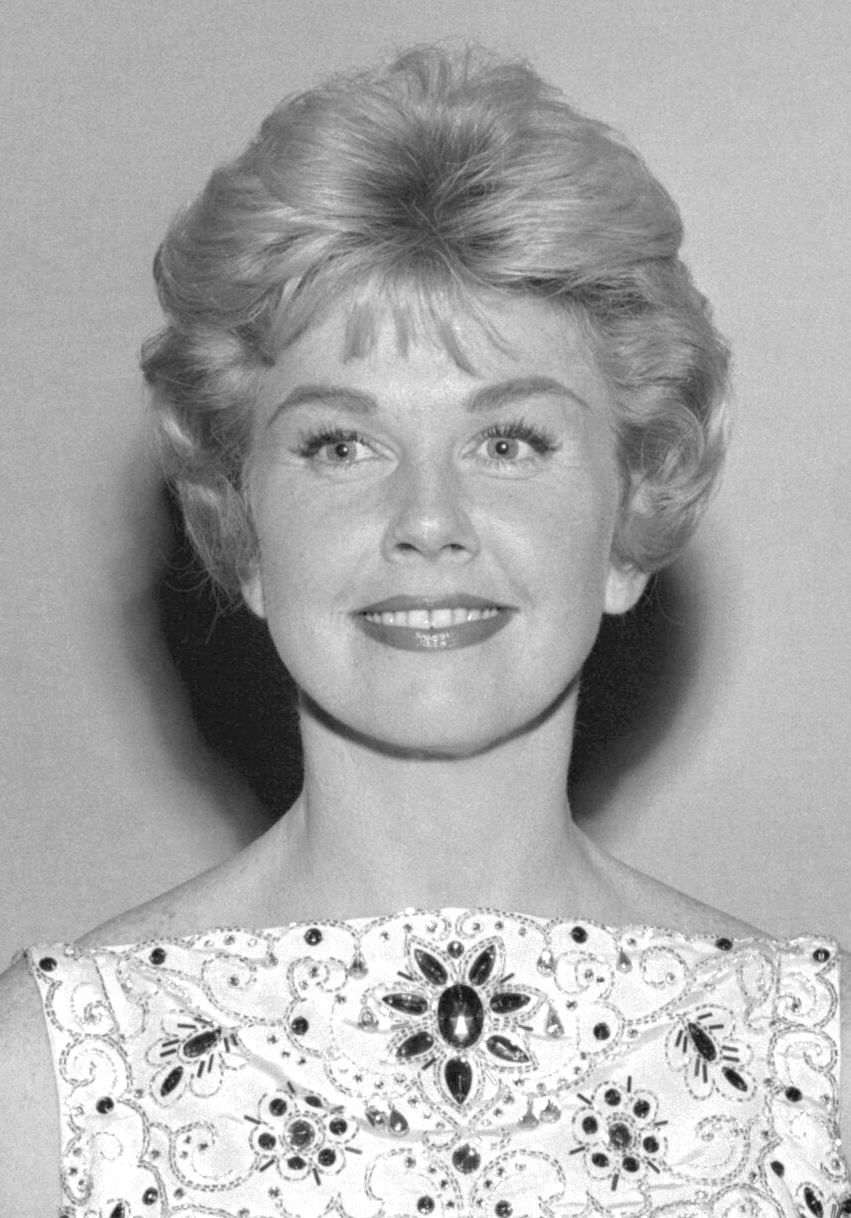
Doris Day († 2019)

- 2019: Doris Day, US-amerikanische Schauspielerin und Sängerin
- 2019: Jörg Kastendiek, deutscher Politiker
- 2020: Rolf Hochhuth, deutscher Dramatiker
- 2020: Aen Sauerborn, deutsche Malerin, Bildhauerin und Objektkünstlerin
- 2021: Christa Stubnick, deutsche Leichtathletin
- 2021: Pablo Uribe, kolumbianischer Fechter
- 2022: Chalifa bin Zayid Al Nahyan, emiratischer Präsident
- 2022: Rainer Eisenhardt, deutscher Fußballspieler und -trainer
- 2022: Ben Mottelson, US-amerikanisch-dänischer Physiker und Nobelpreisträger
- 2023: Vasilios von Aristi, deutscher, griechisch-orthodoxer Bischof
- 2023: Keiko Ikeda, japanische Kunstturnerin
- 2023: Sibylle Lewitscharoff, deutsche Schriftstellerin
- 2024: Alice Munro, kanadische Schriftstellerin, Nobelpreisträgerin
- 2025: Teijirō Tanikawa, japanischer Schwimmer

## Feier- und Gedenktage
- Kirchliche Gedenktage
  - Hans Ernst von Kottwitz, deutscher Wohltäter (evangelisch)
  - Hl. Servatius von Tongern, Bischof, „Eisheiliger“ (römisch-katholisch)

Weitere Einträge enthält die Liste von Gedenk- und Aktionstagen.